# Навальный, Алексей Анатольевич
Алексе́й Анато́льевич Нава́льный (4 июня 1976, Бутынь, Одинцовский район, Московская область, РСФСР, СССР — 16 февраля 2024, исправительная колония «Полярный волк», Харп, Ямало-Ненецкий автономный округ, Россия) — российский политический и общественный деятель, юрист и видеоблогер. Был лидером российской оппозиции и массового протестного движения в России, главным оппонентом президента России Владимира Путина. Основал «Фонд борьбы с коррупцией».
Получил первоначальную известность своими расследованиями о коррупции в России. Занял второе место на выборах мэра Москвы 2013 года, получив 27 % голосов избирателей и уступив Сергею Собянину. Провёл полноценную избирательную кампанию перед президентскими выборами 2018 года, но не был допущен к участию в них.
С начала 2010-х годов был обвиняемым и ответчиком по ряду уголовных, административных, гражданских и арбитражных дел в России, которые российские и международные правозащитные организации считают политически мотивированными.
20 августа 2020 года Навальный был отравлен боевым отравляющим веществом из группы «Новичок», впал в кому, после чего проходил лечение в госпитале «Шарите» в Берлине и реабилитацию в Германии. 17 января 2021 года возвратился в Москву, где при прохождении паспортного контроля был арестован.
После возвращения в Россию Навальный уже не вышел на свободу: в феврале 2021 года суд заменил имевшийся у него условный срок на реальный, затем он получил ещё ряд приговоров к лишению свободы (самый длительный — 19 лет по обвинениям в создании «экстремистского сообщества» и ещё нескольким). 16 февраля 2024 года региональное управление ФСИН сообщило, что Навальный умер в колонии. Он был похоронен на Борисовском кладбище в Москве.

## Ранние годы и образование
Алексей Навальный родился 4 июня 1976 года в военном городке Бутынь Одинцовского района Московской области.
В 1993 году, в возрасте 17 лет, окончил Алабинскую среднюю школу в военном посёлке Калининец в окрестностях подмосковного села Тарасково.
В 1993—1998 годах учился на юридическом факультете Российского университета дружбы народов, окончил его в возрасте 22 лет. На следующий год заочно поступил на факультет финансов и кредита Финансовой академии при Правительстве РФ (специальность «Ценные бумаги и биржевое дело»), который окончил в 2001 году.
В 2010 году по рекомендации Гарри Каспарова, Евгении Альбац, Сергея Гуриева и Олега Цывинского проходил полугодовое обучение в Йельском университете по программе «Yale World Fellows».

## Работа и бизнес
Владел 25 % семейного предприятия ООО «Кобяковская фабрика по лозоплетению» (в Одинцовском районе Московской области) в равных долях вместе с отцом, матерью и братом. Позднее от доли в фирме избавился. Некоторое время работал в банке «Аэрофлот».
В 1997 году (в возрасте 21 год, ещё будучи студентом РУДН) основал ООО «Несна», основным видом деятельности фирмы были заявлены парикмахерские услуги. Некоторое время «Несна» сдавала «нулевые» балансы, а затем была продана.
Тогда же, в 1997 году, зарегистрировал ещё одну фирму, ООО «Аллект». В 1998—2005 годах занимал должность заместителя директора по юридическим вопросам в этой компании. На думских выборах 2007 года фирма «Аллект» была агентом партии Союз правых сил по размещению рекламы. Всего СПС закупил через «Аллект» рекламы на 99 млн рублей, Навальный с этого получил комиссию в 5 %, то есть 5 млн рублей. По состоянию на 2011 год ООО «Аллект» находилось в стадии ликвидации.
В 1998—1999 годах работал в девелоперской компании «СТ-групп» Шалвы Чигиринского. В числе прочего занимался валютным контролем и антимонопольным законодательством (одновременно начал учиться в Финансовой Академии биржевому делу и ценным бумагам).
В 2000 году, вместе с друзьями по юридическому факультету РУДН, открыл фирму «Н. Н. Секьюритиз». Навальный был владельцем 35 % акций этой компании и занимал в ней пост главного бухгалтера. «Н. Н. Секьюритиз» торговала ценными бумагами на бирже, в итоге эта компания разорилась. По словам Навального, играя на бирже, он проиграл «те немногие деньги», что у него были.
В 2001 году Навальный выступил соучредителем ООО «Евроазиатские транспортные системы». Фирма занималась логистикой, зарабатывая на автомобильных грузоперевозках.
В 2006 году был ведущим программы «Градостроительные хроники» на радиостанции «Эхо Москвы».
В 2009 году Навальный сдал квалификационный экзамен в адвокатской палате Кировской области. В 2010 году он перевёлся в Московскую городскую адвокатскую палату.
В 2009 году Навальный учредил ООО «Навальный и партнёры», в 2010 году эта компания была ликвидирована.
Одним из первых клиентов стала его семейная Кобяковская фабрика (владельцы — брат и родители Навального), за работу с которой он, по сведениям газеты «Ведомости», получил 750 тыс. рублей в 2010 году.
В ноябре 2011 года исполнительный директор «Американского института современной России» и бывший адвокат ЮКОСа Павел Ивлев нанял Навального для оказания юридических услуг, выплачивая тому гонорар в размере 10 тыс. долларов в месяц.
В феврале 2012 года Национальный резервный банк (НРБ) Александра Лебедева (владеет 15 % компании «Аэрофлот») выдвинул Навального кандидатом в совет директоров «Аэрофлота». Навальный согласился стать директором, заявив, что, если его изберут, он сконцентрируется на корпоративном управлении и антикоррупционной деятельности. 25 июня 2012 года Навальный вошёл в совет директоров «Аэрофлота» согласно решению годового собрания акционеров. За Навального было отдано 787 млн голосов, что при общем количестве голосов в 12,1 млрд штук составляет 6,5 % (голоса НРБ и ряда иных миноритариев). Навальный вошёл в состав Комитета по кадрам и вознаграждениям Совета директоров «Аэрофлота». В феврале 2013 года было сообщено, что Навальный не был выдвинут кандидатом в новый состав совета директоров «Аэрофлота».
После вступления в законную силу приговора по делу «Кировлеса» 16 ноября 2013 года Адвокатская палата Москвы лишила Навального статуса адвоката.

## Политическая деятельность
В 2000 году вступил в Российскую объединённую демократическую партию «Яблоко». В 2004 году основал и был одним из руководителей «Комитета защиты москвичей» — общегородского движения противников коррупции и нарушения прав граждан при осуществлении строительства в Москве.

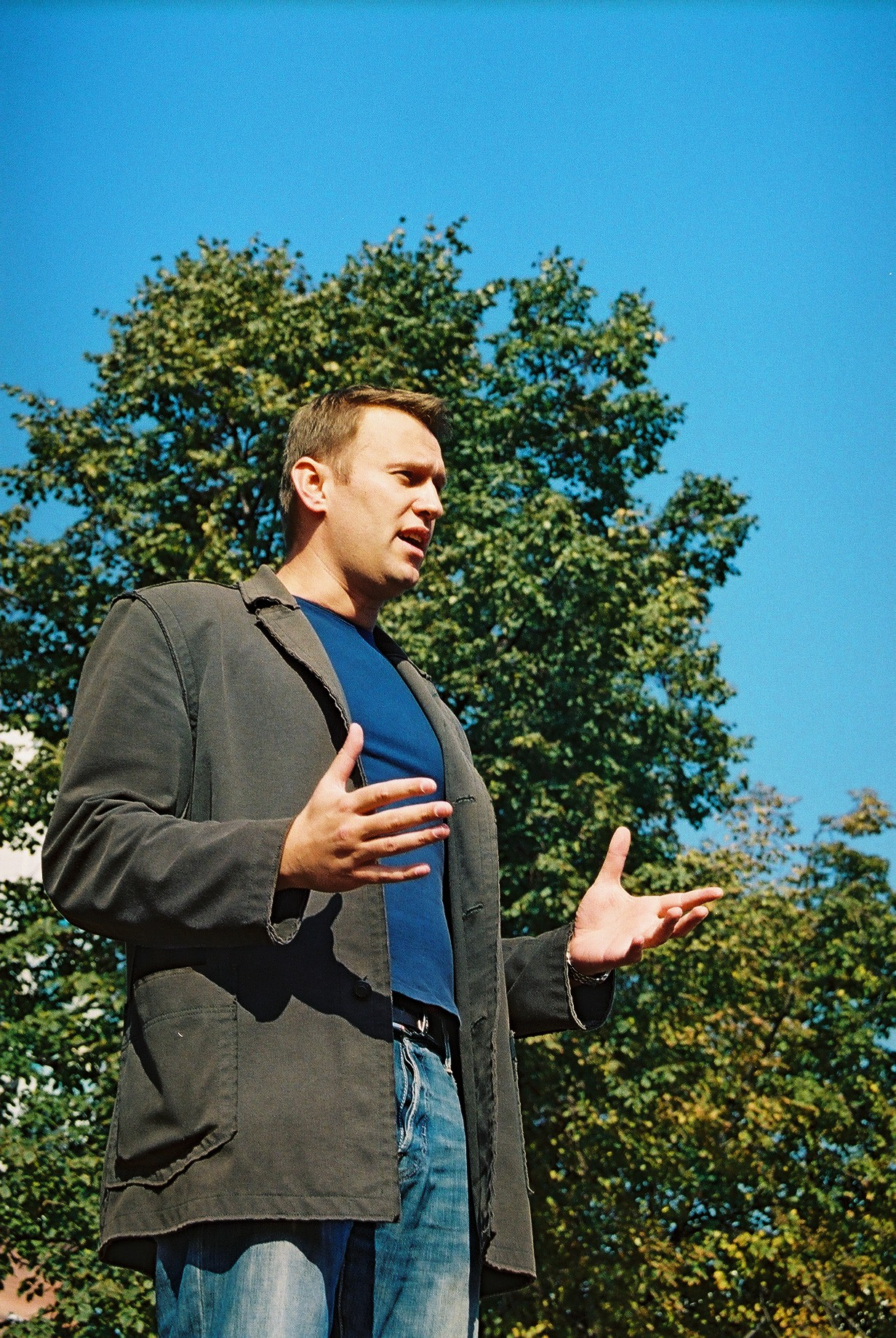
Алексей Навальный в 2006 году

В 2005 году совместно с Марией Гайдар, Натальей Морарь и другими встал у истоков Молодёжного движения «ДА!» («ДА! — Демократическая Альтернатива», «ДА! за свободу СМИ!»). Координировал проект «Милиция с народом».
С 2006 года был координатором проекта «Политические дебаты», шеф-редактор его телеверсии «Бойцовский клуб» (ТВЦ, 2007). Как ведущий «Политических дебатов», принял непосредственное участие в инцидентах во время дебатов Марии Гайдар и Эдуарда Багирова, а также Максима Кононенко и Юлии Латыниной, широко освещавшихся в прессе.
23 июня 2007 года стал одним из соучредителей национал-демократического движения «Народ». В 2008 году основал общественную организацию «Союз миноритарных акционеров», которая занимается защитой прав частных инвесторов. Активно работал над проблемой повышения прозрачности расходов естественных монополий.
В 2009 году был внештатным советником губернатора Кировской области, бывшего лидера «Союза правых сил», Никиты Белых. В 2009 году выступил соучредителем Фонда поддержки инициатив губернатора Кировской области.

## Правовые инициативы
Навальный и Фонд борьбы с коррупцией неоднократно публиковали правовые инициативы на сайте Российской общественной инициативы. Инициатива за ограничение стоимости автомобилей для чиновников стала первой на РОИ, набравшей 100 тысяч голосов. Инициатива «5 шагов для России» о поддержке граждан и экономики в период эпидемии COVID-19 набрала 100 тысяч голосов за одни сутки. Все инициативы набрали необходимые для передачи в экспертную группу 100 тысяч голосов; все они были в итоге отклонены.
| Название инициативы | Номер инициативы на РОИ | Дата публикации | Когда набрала 100 тыс. голосов | Результат рассмотрения       |
| --- | ----------------------- | --------------- | ------------------------------ | ---------------------------- |
| «Запрет чиновникам и сотрудникам компаний с государственным (муниципальным) участием приобретать легковые автомобили стоимостью свыше 1,5 миллионов рублей» | 77Ф759                  | 05.04.2013      | 15.07.2013                     | Отклонена экспертной группой |
| «Об уголовной ответственности за незаконное обогащение чиновников и иных лиц, обязанных представлять сведения о своих доходах и расходах»                   | 77Ф9376                 |                 | 09.12.2014                     | Отклонена экспертной группой |
| «5 шагов: как поддержать граждан России и её экономику» | 77Ф66369                | 14.05.2020      | 15.05.2020                     | Отклонена экспертной группой |

В июне 2020 года петербургский депутат Максим Резник внёс в городской парламент инициативу Навального о повышении пенсий ветеранов Великой Отечественной войны до 200 тысяч рублей.

## Международная деятельность
В ноябре 2010 года в Хельсинкской комиссии Конгресса США, возглавляемой сенатором Бенджамином Кардином, состоялись слушания, темой которых была коррупция в России. Одним из российских докладчиков на слушаниях был Навальный. Свидетельства докладчиков были опубликованы в вестнике Конгресса. «Газета.ru» писала, что «главная рекомендация Навального американцам — более жёсткое исполнение собственно американских законов, направленных на защиту собственности и борьбу с отмыванием денег». Навальный утверждал, что в комиссии позитивно восприняли такую идею.
20 марта 2014 года во время аннексии Крыма Россией газета The New York Times опубликовала статью Навального, в которой он просил ввести дополнительные санкции против «внутреннего круга Путина». В частности, Навальный призвал западные страны заморозить финансовые активы и конфисковать собственность крупных российских бизнесменов. Фонд борьбы с коррупцией Навального подготовил расширенный список лиц для санкций со стороны Евросоюза. Этот документ был опубликован на сайте Альянса либералов и демократов за Европу.
20 августа 2021 года, в годовщину отравления политика, газеты The Guardian, Frankfurter Allgemeine Zeitung и Le Monde опубликовали статью Навального на английском, немецком и французском языках соответственно, в которой он подверг критике лидеров ведущих западных держав за недостаточное внимание к проблеме коррупции, тогда как у них есть все возможности повлиять на неё, поскольку «в 90 % случаев украденное хранится на Западе». Он призвал превратить коррупцию из «источника потрясающих возможностей в тяжёлое бремя хотя бы для части элит». Для этого Навальный предложил странам Запада принять следующие меры:
- Введение категории «страны, поощряющие коррупцию».
- Введение «принуждения к прозрачности» для сделок западных компаний с компаниями или чиновниками из «стран, поощряющих коррупцию».
- Введение персональных санкций против тех, кто является основным выгодоприобретателем от коррупции в «странах, поощряющих коррупцию».
- Активное правоприменение уже принятых антикоррупционных законов.
- Препятствование подкупу политических партий, в том числе и посредством предоставления бывшим политикам мест в советах директоров госкомпаний[58][59][60][61][62].

## Расследования
По данным газеты «Ведомости», весной 2008 года Навальный на сумму около 300 тысяч рублей купил акции «Роснефти», «Газпрома», «Лукойла», «Сургутнефтегаза», «Газпром нефти». После чего начал борьбу за свои права как миноритарного акционера.
По данным издательского дома «Коммерсантъ», Навальный являлся миноритарным акционером крупных российских компаний, в том числе «Сургутнефтегаза», «Транснефти», «Роснефти», «Газпромнефти», «Газпрома», ТНК-BP, банка ВТБ. По словам журналиста Олега Кашина от 2009 года, «у Навального есть акции почти всех крупных российских компаний, и на правах миноритарного акционера он регулярно устраивает скандалы, обвиняя топ-менеджмент компаний в многочисленных злоупотреблениях». Путём подачи судебных исков к руководству компаний он добивался раскрытия информации по вопросам, от которых непосредственно зависят доходы акционеров и прозрачность компаний.
15 мая 2008 года Навальный объявил, что он с группой единомышленников намерен выяснить, почему нефть крупнейших российских госкомпаний продаёт трейдер Gunvor и кто его бенефициарные владельцы; он заявил, что компании «Роснефть», «Газпром нефть» и «Сургутнефтегаз», к руководству которых миноритарии безрезультатно обращались с просьбой дать разъяснения по поводу Gunvor, скрывают от акционеров информацию о своём сотрудничестве с нефтетрейдером.

По второму образованию я специалист по ценным бумагам, поэтому я всегда следил за фондовым рынком и за состоянием наших корпораций вообще. То, что они обкрадывают своих акционеров, было очевидно для меня всегда. <…> Первое, что меня заинтересовало — странная ситуация с офшорным нефтетрейдером «Gunvor». Я был уверен и уверен до сих пор, что прибыли «Gunvor» — это средства, которые фактически украдены у меня и других акционеров. Поэтому я потребовал раскрыть условия, на которых работает этот посредник.
— Алексей Навальный в интервью Агентству политических новостей
Согласно Lenta.ru:

Навальный начал активно заниматься так называемым «инвест-активизмом» в 2008 году. Он покупал небольшие пакеты акций крупных компаний — в том числе «Сургутнефтегаза», «Транснефти», «Роснефти», «Газпромнефти», ТНК-BP, «Сбербанка» и «ВТБ» — а затем требовал на правах акционера раскрытия информации о деятельности менеджмента, от которой могли зависеть доходы акционеров и прозрачность компаний. Несмотря на то, что сам блогер отмечал бесперспективность инвест-активизма в России, ему удалось добиться, например, возбуждения уголовного дела против одного из менеджеров «Газпрома», а также отставки директора банка «ВТБ-лизинг».

Согласно научной статье «Социальные медиа и коррупция» профессора Чикагского университета Константина Сонина и сотрудников Российской экономической школы Рубена Ениколопова и Марии Петровой, публикации в блоге Алексея Навального негативно влияли на динамику и объёмы сделок с акциями описываемых им компаний. Исследование охватило публикации с января 2008 по август 2011 года и 20 описываемых компаний: «Транснефть», ВТБ, «Газпром», «Роснефть», Сбербанк, «Сургутнефтегаз», «Лукойл», «Газпром нефть», «РусГидро» и «Интер РАО ЕЭС».

### Заявление о хищениях в ВТБ
В 2007 году дочерняя структура Банка ВТБ — «ВТБ-Лизинг» — приобрела у кипрской компании Clusseter Limited 30 буровых установок производства китайского предприятия Sichuan Honghua Petroleum Equipment. Сумма этого контракта составила 456,9 млн долларов. Третьей стороной контракта (лизингополучателем) была российская компания Well Drilling Corporation, у которой, в свою очередь, был контракт на передачу буровых установок в сублизинг компании «Северная экспедиция» (обе фирмы принадлежали одним и тем же акционерам во главе с Юрием Лившицем). Well Drilling внесла предоплату в размере 45 млн долларов, но в конце 2008 года, когда грянул кризис, перестала платить по контракту, а затем попала под процедуру банкротства. Та же участь постигла и «Северную экспедицию». При этом у «ВТБ Лизинг» в 2009 году возникли неожиданные проблемы с возвратом самого имущества — компания «Грант», также аффилированная с Лившицем, у которой установки находились на хранении, хотела оставить их себе и перепродать. Последовало долгое судебное разбирательство, завершившееся не в пользу Лившица и «Гранта».
В ноябре 2009 года во время судебных разбирательств между «ВТБ-Лизинг» и «Грант» Навальный опубликовал в своём блоге запись о закупках банком ВТБ буровых установок в Китае в 2007 году через посредническую компанию за цену, в полтора раза превышающую рыночную. Он обвинил руководство ВТБ и ВТБ-Лизинг в хищениях, сумма которых, по его оценкам, составила 156 миллионов долларов. Навальный также опубликовал копии документов, связанных с этой сделкой. Кроме того, Навальный утверждал, что на самом деле установки фактически не были сданы в лизинг, а лежали, как показала его поездка 2009 года, в ненадлежащих условиях на станции Пурпе.
Главным аргументом Навального была стоимость буровых установок, которая составляла на самом деле 10 млн долларов за установку, а не 15 млн долларов, за которые купил ВТБ. В качестве главных доказательств этой цены Навальный приводил части договора между кипрским офшором и китайским заводом и независимую экспертную оценку буровых компанией «Эксперт». «ВТБ Лизинг» усомнилось в подлинности представленного блогером договора. По их словам, в нём есть полностью незаполненные страницы, включая страницу приложения «Подтверждения прибытия оборудования». Также на копии договора не видно характерных следов прошивки, «которой всегда скрепляются подобные документы во избежание подлога отдельных страниц». Китайский завод не подтвердил существование контракта. На заседании консультативного совета акционеров банка ВТБ в сентябре 2012 года, Навальный заявил, что получил большинство документов от ЗАО «Грант».
УБЭП ГУВД Москвы, проводившее расследование по факту сделки, сообщило, что нарушений не обнаружено. По утверждению члена Консультационного совета акционеров ВТБ Олега Анисимова, сославшегося на слова Андрея Костина, отчасти вследствие этих сделок руководитель «ВТБ-Лизинга» был уволен.
В июне 2011 года состоялся арбитражный суд по иску Навального о признании сделки недействительной. Решением суда в иске Навальному было отказано.
Выступая на годовом собрании акционеров в 2011 году Андрей Костин заявил, что обращался в правоохранительные органы, были неоднократные проверки — состава преступления там не было найдено. В подтверждение этих слов ВТБ выложил в Интернет-копию своего заявления 2009 года в МВД.
На годовом собрании акционеров в 2012 году Андрей Костин, отвечая на вопрос про буровые, сообщил, что 20 установок уже работают, а 10 арендованы. Он также предложил заинтересованным миноритариям проверить его слова и посетить регионы, в которых располагаются буровые.
В начале сентября 2012 года ВТБ организовал поездку для миноритарных акционеров, журналистов и блогеров на буровые установки ВТБ-Лизинга в Оренбургской области и Ямало-Ненецком автономном округе. К участию в поездке был приглашён также и Навальный, но не смог поехать, так как находился в это время под подпиской о невыезде, а следствие отказало ему в ходатайстве об участии в поездке.
После поездки 26 сентября прошло заседание консультативного совета акционеров банка ВТБ, на котором присутствовал Навальный. По итогам встречи банк сообщил, что «у членов консультативного совета не осталось вопросов по обсуждаемой проблеме». Навальный заявил, что «каждый остался при своём»: по его мнению, банк напирает на то, что буровые работают. При этом миноритарный акционер, присутствовавший на встрече и ранее выступавший в пользу версии Навального, Владимир Синяков указал на то, что «есть две стороны: есть эффективность, а есть воровство, и факт воровства не доказан», как и «связь „ВТБ-Лизинга“ с кипрским оффшором». Некоторые акционеры-участники встречи пришли к таким же выводам.

### Заявление о хищениях в «Транснефти»
16 ноября 2010 года Навальный опубликовал документы, по его словам, содержащие сведения о крупных хищениях в ходе реализации проекта трубопроводной системы «Восточная Сибирь — Тихий океан» (ВСТО), реализуемого естественной монополией «Транснефть». Навальный заявил, что общая сумма хищений по всем документам, которые у него имеются, составляет более 120 млрд рублей. По словам Навального, эти документы являются результатом внутренней проверки строительства ВСТО экспертами «Транснефти». Вслед за заявлением Навального последовал ряд публикаций в СМИ.
Глава Счётной палаты РФ Сергей Степашин заявил, что ранее проведённая проверка Счётной палаты не выявила 4 млрд долларов хищений. Навальный в свою очередь обвинил Степашина в укрывании преступлений, заявив, что никто из опровергающих факт хищений не указывает на фальсификацию предоставленных документов.
Аудитор Счётной палаты Михаил Бесхмельницын заявил, что скандал мог быть поднят по заказу участников передела нефтяного рынка в Юго-Восточной Азии. Он отметил, что озвученная в марте 2010 года Степашиным в отчёте о работе Счётной палаты за год сумма ущерба составила 3,5 млрд рублей. Навальный утверждал, что по этому факту не было возбуждено никаких уголовных дел. Это заявление Навального противоречит заявлению Степашина от 24 марта 2010 года, что уголовное дело было возбуждено.
Владимир Милов оспорил гриф «для служебного пользования», напомнив, что строительство ВСТО велось на кредиты государственных банков и что большинство акций компании — государственные, а значит общество имеет право на ознакомление с этими документами.
29 декабря 2010 года председатель правительства России Владимир Путин заявил, что проверкой дела займётся прокуратура.
14 февраля 2011 года арбитражный суд Москвы обязал «Транснефть» выдать запрашиваемые акционерами документы (протоколы совета директоров), что, по заявлению Алексея Навального, является большой победой и даёт возможность «почитать, что они там скрывают». 21 апреля 2011 года Девятый арбитражный апелляционный суд оставил в силе это решение.
В ноябре 2010 года руководство «Транснефти» отказалось как-либо комментировать эти документы, мотивировав это тем, что блог Навального не является средством массовой информации. 21 мая 2011 года Николай Токарев, президент компании Транснефть, заявил, что будет оспаривать решение суда о выдаче документов.
Утечка документов привела к увольнению одного из ревизоров ООО Транснефть-Финанс Руслана Глазунова.

### Другие расследования
В августе 2010 года Навальный заявил о незаконности пилотирования Владимиром Путиным самолёта Бе-200 во время тушения лесных пожаров. При этом он напомнил, что при аналогичных обстоятельствах, когда за штурвалом самолёта сидел неподготовленный человек, произошла авиакатастрофа над Междуреченском. В Росавиации не смогли указать, какое ведомство должно заниматься этим вопросом из-за «многогранности» проблемы.

### После 2011 года
В 2011 году Навальный основал Фонд борьбы с коррупцией, основной деятельностью которого стали расследования, раскрытия коррупционных схем и пресечения коррупции в высших органах российской власти. ФБК и Навальный опубликовали большой ряд расследований; самыми популярными на момент смерти политика являлись следующие:
| Дата выхода          | Название                                              | Главные герои                                                                    | Продолжительность | Просмотры, млн | Ссылка |
| -------------------- | ----------------------------------------------------- | -------------------------------------------------------------------------------- | ----------------- | -------------- | ------ |
| 19 января 2021 года  | Дворец для Путина. История самой большой взятки       | Владимир Путин (президент России)                                                | 113 минут         | 132            | Видео  |
| 2 марта 2017 года    | Он вам не Димон                                       | Дмитрий Медведев (премьер-министр России)                                        | 50 минут          | 47             | Видео  |
| 21 декабря 2020 года | Я позвонил своему убийце. Он признался                | Константин Кудрявцев (один из предполагаемых отравителей Навального)             | 33 минуты         | 31             | Видео  |
| 14 декабря 2020 года | Дело раскрыто. Я знаю всех, кто пытался меня убить    | группа предполагаемых отравителей Алексея Навального                             | 52 минуты         | 28             | Видео  |
| 1 декабря 2015 года  | Чайка                                                 | Артём и Игорь Чайки (сыновья генпрокурора России Юрия Чайки)                     | 44 минуты         | 26             | Видео  |
| 21 февраля 2019 года | Бентли, дворцы, убийства. Как устроен Северный Кавказ | семья Алия Каитова (зятя бывшего президента Карачаево-Черкесии Мустафы Батдыева) | 25 минут          | 23             | Видео  |

## Проекты

### Фонд поддержки демократических инициатив
В 2005 году Навальный вместе с Денисом Тереховым выступил учредителем Фонда поддержки демократических инициатив.

### «РосПил»

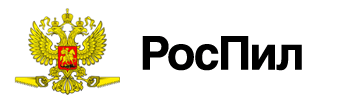
РосПил

В декабре 2010 года Навальный объявил о создании проекта «РосПил», посвящённого борьбе со злоупотреблениями в государственных закупках. Проект работал по следующей схеме: пользователи сайта выявляли предполагаемые коррупционные закупочные конкурсы (как правило, с помощью официального портала госзакупок), профессиональные эксперты оценивали конкурсы с точки зрения возможной коррумпированности, юристы проекта на основе проведённых экспертиз составляли жалобы в контролирующие органы (прежде всего, в Федеральную антимонопольную службу) с целью отмены коррупционных закупок. Эксперты и пользователи, занимающиеся поиском коррупционных закупок, являлись добровольцами. Юристы же являлись сотрудниками «РосПила», то есть за свою работу получали зарплату из средств проекта. Для финансирования проекта был организован сбор частных пожертвований, перечисляемых через платёжную систему «Яндекс.Деньги».
По состоянию на 2 мая 2011 года проект заявлял об общей сумме обнаруженных махинаций в 1,6 млрд рублей, сумме остановленных махинаций (оцениваемой как общая сумма отменённых конкурсов) в 337 млн рублей. За полгода существования проекта (на середину июня 2011) была рассмотрена 41 госзакупка.
«РосПил» не был зарегистрирован как юридическое лицо, так как, по мнению Навального, по сравнению с выбранным способом организации и финансирования, «способ с созданием юридического лица, какого-то некоммерческого фонда или НКО, гораздо более формализован и чреват проверками, придирками и бесконечными комиссиями».
В апреле 2011 года проект получил награду конкурса The BOBs в номинации «Наиболее полезный для общества ресурс».

### «РосЯма»
30 мая 2011 года Навальный запустил интернет-проект «РосЯма», направленный, по его словам, на побуждение российских властей к улучшению состояния дорог. На страницах проекта пользователям предлагается размещать фотографии повреждённых участков дорог с указанием места снимка. После этого система автоматически генерирует текст жалобы, которую предлагается подать в ГИБДД. Через 37 дней (установленный действующим законодательством срок рассмотрения жалобы) система также автоматически генерирует письмо в прокуратуру, которое предлагается отправить в случае отсутствия реакции на жалобу.

### РосВыборы
24 января 2012 года Навальный объявил о запуске проекта «РосВыборы», в котором он стал идейным вдохновителем. Главной задачей «РосВыборов» была названа организация наблюдения за президентскими выборами 2012 года. В результате силами проекта, действовавшего совместно с представителями политических партий и общественных объединений, на избирательные участки были направлены около 12 — 17 тысяч наблюдателей.

### Фонд борьбы с коррупцией

Логотип «Фонда борьбы с коррупцией»

В сентябре 2011 года Навальный выступил учредителем Фонда борьбы с коррупцией (ФБК). Первыми спонсорами фонда стали бизнесмен Борис Зимин и бывший топ-менеджер Альфа-Групп Владимир Ашурков.
В мае 2012 года стало известно, что Навальный запускает новый проект «+1 % к самоуважению», где планируется выпускать банковские карты, причём 1 % от стоимости покупок по такой карте (процент будет браться не со счёта владельца, а из комиссии платёжной системы) будет перечисляться в ФБК. В декабре 2012 года сообщалось, что НРБ отказался от выпуска подобной карты.
В июле 2020 года Навальный объявил о закрытии фонда в связи с требованием Арбитражного суда Москвы к ФБК выплатить 29,2 млн рублей в пользу ООО «Московский школьник» (см. Иск от ООО «Московский школьник»). По словам Навального, ФБК должен был перейти на другое юридическое лицо.

### «Добрая машина правды»
«Добрая машина правды» — агитационный проект; механизм, с помощью которого Навальный планировал распространять информацию о злоупотреблениях и коррупции во власти. Был запущен 29 мая 2012 года как «Добрая машина пропаганды». Направлен, в первую очередь, на аудиторию, получающую информацию из телевидения и не пользующуюся интернетом.

### «РосЖКХ»
8 ноября 2012 года Навальный запустил интернет-сервис, предназначенный для подачи жалоб на различные недостатки в работе жилищно-коммунальных служб. Сервис получил название «РосЖКХ».
На сайте размещено 26 заготовок жалоб на работу коммунальщиков. Для подачи заявления необходимо вписать свой адрес и имя и кратко изложить суть проблемы. После этого жалоба автоматически направляется в несколько надзорных инстанций.
При помощи «РосЖКХ» можно направить жалобу на работу коммунальных служб во всех регионах России. Для этого имеется база электронных адресов всех задействованных ведомств. По закону обращение по электронной почте обязательно к рассмотрению и устранению недостатков в течение 45 дней. За первую неделю через сервис было отправлено около 96 тысяч обращений в коммунальные службы.

### Российская общественная инициатива
5 апреля 2013 года Навальный разместил на портале «Российской общественной инициативы» (РОИ) законопроект, предполагавший запретить чиновникам и сотрудникам госкорпораций покупать автомобили стоимостью свыше 1,5 млн руб. на бюджетные средства, а также на средства юридических лиц с государственным участием. Правила портала РОИ таковы, что если инициатива в течение года собирает 100 тысяч подписей, её должны рассмотреть органы власти.
По состоянию на конец мая 2013 года, после нескольких недель работы портала, инициатива Навального была самой популярной. При этом ряд наблюдателей, в числе которых депутат Екатеринбургской городской думы Леонид Волков, указывали, что на портале возможно имеет место «накрутка» голосов за другие инициативы. 10 июля 2013 года инициатива Навального первой на сайте набрала необходимые 100 тысяч голосов и вскоре должна была быть рассмотрена парламентом. Голосование по инициативе закончилось 15 июля. Она была рассмотрена экспертной группой при Правительстве РФ, после чего отклонена.

### Pensiya.org
22 июня 2018 года Навальный запустил проект pensiya.org. Несогласные с повышением пенсионного возраста в России могут оставить заявку на этом портале, после чего от имени этого человека будет направлено обращение случайно выбранному депутату Государственной думы, проголосовавшему за инициативу. Кроме того, оставив свои данные, избиратель получит перед выборами письмо на электронную почту, в котором будет написано кто из кандидатов поддержал повышение пенсионного возраста, и, следовательно, за кого не стоит голосовать.

### Trrrending
8 ноября 2018 года Навальный со своей командой запустили интернет-портал trrrending.today — проект, являющийся агрегатором социальных сетей Twitter, Telegram и Instagram.

### «Умное голосование»

#### Региональные выборы 8 сентября 2019 года
28 ноября 2018 года Навальный запустил проект «Умное голосование». По словам политика, «Единая Россия» часто побеждает с результатом 30-35 %, а голоса оставшегося большинства избирателей распределяются между другими кандидатами. Навальный предлагал противникам правящей «Единой России» на всех выборах голосовать за оппозиционного кандидата, имеющего лучшие шансы на победу. Этого кандидата на каждом участке должна определять команда Навального. Заполнив анкету на веб-сайте, избиратель перед выборами должен получить рекомендацию: за кого следует голосовать. По мнению политолога Сергея Костяева, «умное голосование» похоже на известное на западе стратегическое голосование. Он считал, что слепо копировать американский опыт в России нельзя; в то же время он отмечал, что ряд обстоятельств делает предложение Навального небессмысленным.
7 декабря 2018 года Роскомнадзор внёс сайт проекта в реестр нарушителей прав субъектов персональных данных и начал его блокировку. Пресс-секретарь Роскомнадзора Вадим Ампелонский заявил, что на сайт Навального пожаловались граждане, которые заметили, что их персональные данные обрабатывают без их согласия, при этом имена этих людей Ампелонский назвать отказался. Он также заявил, что на сайте отсутствует прописанная политика конфиденциальности, а сами данные граждан хранятся за рубежом, что противоречит закону. Основанием для блокировки стало решение Таганского районного суда Москвы от 4 декабря 2018 года. Навальный заявил, что не был приглашён на заседание суда и узнал о блокировке из СМИ. В то же время он отметил, что не удивлён: «Мы понимаем, что „Единая Россия“ и Владимир Путин страшно боятся этого, поэтому мы ждали блокировки». Политолог Дмитрий Орешкин назвал блокировку «не самым умным решением власти».
3 сентября 2019 года Навальный назвал кандидатов, которых 8 сентября на выборах в разных регионах предлагается поддержать в рамках «Умного голосования», направленного против выдвиженцев «Единой России». Имена были названы за пять дней до голосования, так что по закону кандидаты уже не могли быть сняты с выборов властями или взять самоотвод.

#### Выборы в Санкт-Петербурге 2019 года
29 января 2019 года Навальный запустил отдельный сайт для Санкт-Петербурга spb.vote. Около 1,5 тысячам последователей политика, готовым стать депутатами, предлагалось заполнить форму и участвовать в избирательной кампании 2019 года, чтобы стать муниципальным депутатом Петербурга. 2 февраля Навальный провёл встречу со своими сторонниками в Петербурге, на которой объявил о начале кампании по выборам муниципальных депутатов по принципам «умного голосования». Главный принцип этой кампании был в том, чтобы поддержать любых, даже «технических» кандидатов, чтобы заменить членов «Единой России» представителями любых других партий. Там же он сделал заявление по поводу губернаторских выборов: по его мнению, они будут менее важны, на них не будет интриги, потому что «Кремль постарается подобрать нынешнему врио губернатора Александру Беглову заведомо непроходных конкурентов». «Поэтому наш кандидат на этих выборах называется „второй тур“. Мы будем стараться сделать то, что произошло в Хабаровске и Приморье», — заявил Навальный и призвал сторонников сделать всё, чтобы победа не была для Беглова лёгкой. По плану Навального необходимо было собрать 1570 кандидатов (столько муниципальных депутатов должны были избираться в сентябре), помочь им зарегистрироваться и получить голоса примерно 380 тысяч человек или примерно 10 % избирателей Петербурга. Он объявил, что готов сотрудничать с «Объединёнными демократами» Петербурга — аналогичным проектом, в котором участвовали оппозиционный депутат петербургского заксобрания Максим Резник и председатель «Открытой России» Андрей Пивоваров. Навальный также объявил, что готов объединяться на выборах и со «Справедливой Россией», и с КПРФ. По его словам, темы идеологических разногласий, в том числе по Крыму и внешней политике, на этих выборах нужно закрыть. По мнению политолога Фёдора Крашенинникова, Навальный предлагал методично создать для власти ситуацию цугцванга: «если не пустить на выборы оппозиционных кандидатов, будут массовые протестные акции, а если пустить, может быть утрачен контроль исполнительной власти над муниципальными собраниями»; при этом Крашенинников считает очень важной возможность второго тура на губернаторских выборах, что, по его мнению, стало бы поражением не столько Беглова, сколько Путина.

### Профсоюз Навального
24 января 2019 года Навальный запустил проект «Профсоюз Навального», направленный на повышение заработных плат работникам бюджетных сфер. Врачи, медицинский персонал, учителя, преподаватели, воспитатели, научные сотрудники, работники учреждений культуры, социальные работники могли проверить на сайте профсоюза какая заработная плата полагается им в регионе, в котором они работают. В частности, Навальный сослался на майские указы Владимира Путина от 2012 года, в которых говорилось о том, что зарплаты бюджетников не должны быть ниже средней по региону. В случае, если трудящийся получает меньше положенного по закону, ему предлагалось оставить свои данные для составления жалобы, в том числе анонимной. По мнению политолога Ивана Преображенского, Навальный делает заявку на создание российского аналога польской «Солидарности», а в случае удачи рассчитывает стать условным «Лехом Валенсой». Он позитивно оценивает идею Навального, но полагает, что из-за низкой солидарности в российском обществе Навальный может рассчитывать на политическую поддержку шести миллионов бюджетников лишь через несколько десятилетий работы.
В общественно-политических кругах инициатива была встречена неоднозначно. С одной стороны, неожиданно эта инициатива была поддержана пресс-секретарём президента РФ Дмитрием Песковым, который заявил, что «Президент неоднократно говорил о необходимости общественного контроля за исполнением, за ходом реализации задач, которые поставлены в „майских указах“, поэтому любое общественное участие востребовано», с другой стороны, критике инициативу подверг секретарь Федерации независимых профсоюзов России, главный редактор газеты «Солидарность» Александр Шершуков, утверждавший, что целью проекта является сбор данных «недовольных» через оферту, с которой должен согласиться каждый жалующийся на сайте относительно своей зарплаты пользователь, впоследствии «недовольные» просто будут получать ту информацию, которая важна Навальному. Профсоюз же будет являться имитацией борьбы за повышение зарплат и исполнения майских указов.

### Сирена
В июле 2022 года команда Навального запустила интернет-СМИ в формате телеграм-канала. Редакцию возглавил бывший главный редактор новосибирского портала НГС Андрей Затирко. 16 августа 2024 года Минюст РФ объявил Сирену иностранным агентом.

### Последнее политическое высказывание
Последним политическим высказыванием Навального стал призыв поддержать «Полдень против Путина».

## Судебные преследования в 2010-х годах
С начала 2010-х годов проходил обвиняемым, свидетелем и подследственным по ряду уголовных, административных и арбитражных дел. По ряду дел были вынесены и вступили в силу обвинительные приговоры.
18 июля 2013 года был признан Ленинским районным судом города Кирова виновным в хищении имущества государственной компании «Кировлес» и приговорён к пяти годам колонии общего режима. Взят под стражу в зале суда и помещён в СИЗО, однако уже на следующий день Кировский областной суд изменил меру пресечения на подписку о невыезде, вследствие чего Навальный был освобождён. Сторонники Навального, а также крупнейшие правозащитные организации, ряд экспертов и иностранных государств осудили приговор, назвав его политически мотивированным. Согласно данным опроса Левада-Центра в 2013 году, 46 % опрошенных россиян связывают преследование оппозиционера с его антикоррупционной деятельностью, а 32 % респондентов считают, что его судили «в связи с его незаконными действиями на посту советника губернатора Кировской области». Своё отношение к приговору на встрече с участниками форума «Селигер» высказал президент РФ Владимир Путин, назвав его «странным». 16 октября Кировский областной суд изменил обвинительный приговор Навальному, назначив условный срок.
В 2013 году началась также активная часть процесса по делу «Ив Роше», по которому 30 декабря 2014 года суд приговорил Алексея Навального к 3 годам и 6 месяцам условно, а его брата Олега по такому же делу, но уже к реальному сроку. 28 февраля 2014 года Басманный суд изменил меру пресечения Навальному с подписки о невыезде на домашний арест сроком до 28 апреля: ему запретили покидать пределы своей квартиры без разрешения следователя, пользоваться телефоном, почтой и интернетом, общаться Навальный может только со своими родственниками. Впоследствии домашний арест регулярно продлевался, до 15 февраля 2015 года.
20 февраля 2015 года Навальный был подвергнут административному аресту на 15 суток за несанкционированную агитацию в метро.

## Задержания и аресты

### С 2011 по 2019 годы
С 2011 по 2018 год Алексей Навальный был 10 раз приговорён к административным арестам. Всего за это время он провёл в спецприёмнике 192 дня. По подсчётам Deutsche Welle, время, проведённое Навальным за решёткой, резко увеличилось в 2017 году и 2018 году и составило 80 суток. С 2011 по 2019 год он пробыл под арестом 474 дня (232 в спецприёмнике и 242 под домашним арестом).
15 ноября 2018 года ЕСПЧ признал задержания и аресты Навального в 2012 и 2014 годах политически мотивированными.
Во время ареста в июле 2019 года Алексей Навальный был госпитализирован с сильным отёком лица и покраснением кожных покровов. Ему был поставлен диагноз «контактный дерматит». Навальный и его личные врачи предположили возможность отравления неопределёнными химическими веществами. Химико-токсикологическое исследование биоматериалов Навального, проведённое в НИИ скорой помощи имени Склифосовского, не выявило отравляющих веществ. Личный врач Навального усомнилась в результатах этой экспертизы, а сам Навальный обратился в Следственный Комитет РФ с заявлением об отравлении.

### После возвращения в Россию (2021)

#### Задержание и суд

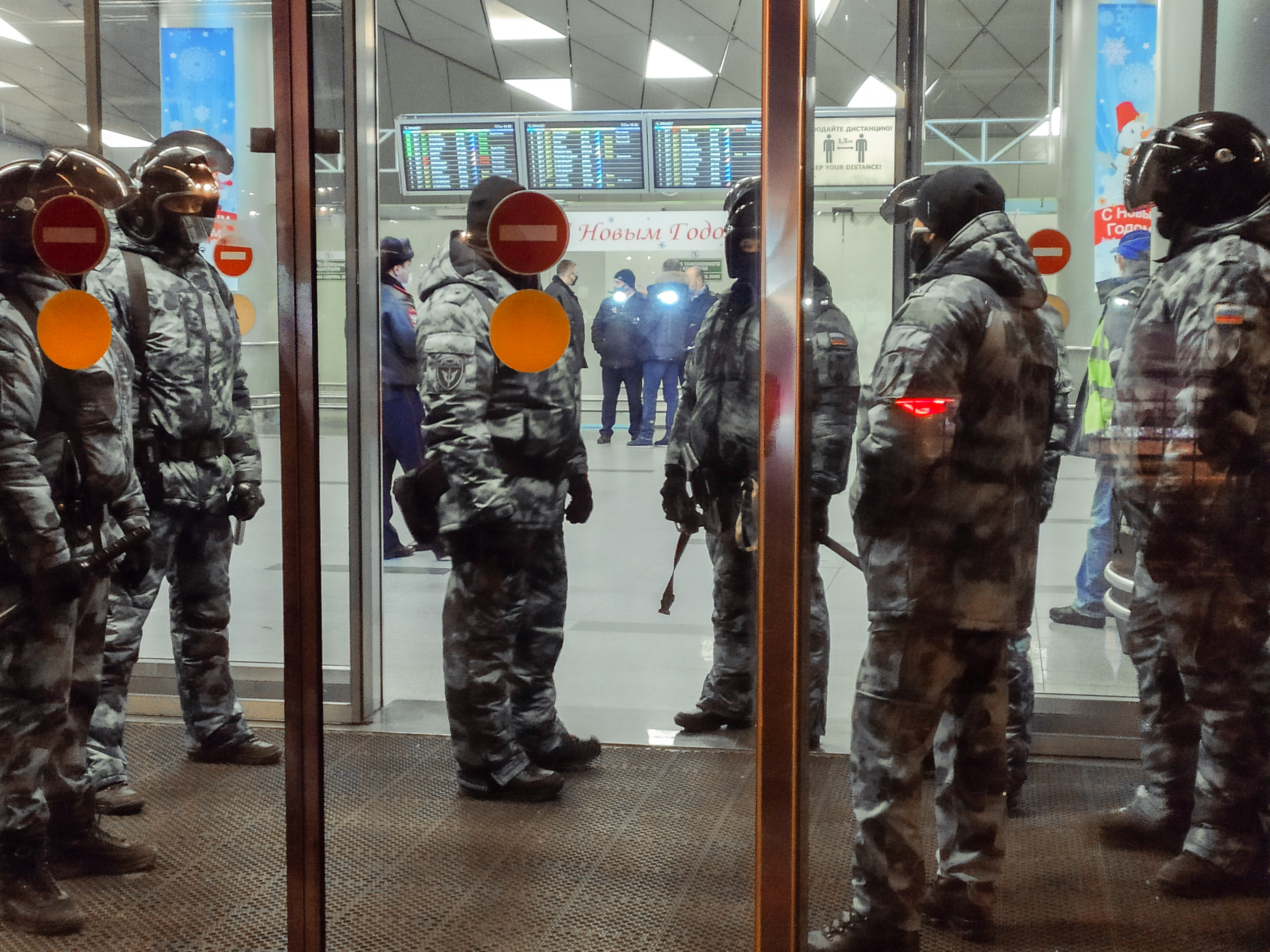
Ожидание Алексея Навального в аэропорту Внуково

17 января 2021 года Алексей Навальный вернулся в Россию из Германии, где он находился на лечении от последствий отравления, и был задержан в «серой зоне» московского аэропорта Шереметьево сотрудниками отдела розыска оперативного управления ФСИН. Во ФСИН заявили, что задержание было произведено в связи с нарушениями Навальным испытательного срока по делу «Ив Роше» и объявлением его в розыск, в связи с чем Навальный будет содержаться под стражей до вынесения судом меры пресечения. После задержания он находился в транзитной зоне аэропорта «Шереметьево», куда свободный вход был запрещён. Границу с Россией Алексей Навальный не пересёк. По словам адвоката Навального Ольги Михайловой, оппозиционер находится во 2-м отделе полиции по городскому округу Химки. Арест Навального противоречил решению ЕСПЧ, а условный срок по делу «Ив Роше» у Алексея Навального истёк ещё 30 декабря 2020 года.
Задержание Навального вызвало немедленную реакцию мировых лидеров. Так, госсекретарь США Майк Помпео потребовал немедленного освобождения Навального без всяких предварительных условий и заявил:

Уверенные в себе лидеры не боятся политических оппонентов и не применяют к ним насилия или неправомерного задержания.
Оригинальный текст (англ.)Confident political leaders do not fear competing voices, nor commit violence against or wrongfully detain political opponents.

Советник избранного президента США Джейк Салливан заявил:

Преследование Навального Кремлём — это не только нарушение прав человека, но и вызов тем россиянам, которые хотят, чтобы их голос был услышан.
Оригинальный текст (англ.)The Kremlin's attacks on Mr Navalny are not just a violation of human rights, but an affront to the Russian people who want their voices heard.

Освобождения Навального потребовали также официальные лица Великобритании, Франции и Италии, а также президент Совета Европы Шарль Мишель. Британское правительство выразило глубокую озабоченность задержанием Навального. В официальном заявлении говорилось также об отравлении Навального:

Вместо того, чтобы преследовать жертву этого ужасного преступления, российским властям следовало бы расследовать, как стало возможным применение химического оружия на территории России.
Оригинальный текст (англ.)Instead of persecuting the victim of this terrible crime, the Russian authorities should investigate how a chemical weapon came to be used on Russian soil.

Глава Еврокомиссии Урсула фон дер Ляйен заявила:

Я осуждаю задержание Алексея Навального российскими властями по его возвращении вчера в Россию. Российские власти должны немедленно освободить его и обеспечить его безопасность. Задержание политических оппонентов идёт вразрез с международными обязательствами России.
В тот же день международная правозащитная организация «Amnesty International» признала Навального «узником совести». 23 февраля 2021 года организация отозвала этот статус, сославшись на то, что «придала недостаточный вес некоторым из предыдущих комментариев», но заявила, что «ничто из сказанного Навальным в прошлом не оправдывает его нынешнее заключение, которое носит чисто политический характер. Навальный был незаконно задержан за использование своего права на свободу выражения мнения, и поэтому мы продолжаем кампанию за его немедленное освобождение».
7 мая 2021 года «Amnesty International» вернула Алексею Навальному статус «узника совести». Обдумав ситуацию с Навальным, Amnesty International решила изменить сам подход к присвоению самого статуса «узника совести». В качестве первого шага эта организация решила не отказывать людям в этом статусе только на основании каких-то поступков в прошлом.
Суд по определению меры пресечения Навальному состоялся 18 января 2021 года прямо во 2-м отделе полиции по городскому округу Химки, при этом независимые журналисты не были допущены на открытое слушание. В итоге решением Химкинского городского суда Алексей Навальный был арестован на 30 суток. Около отделения полиции в поддержку Навального собралось около 200 человек.
Мэрия Москвы отказала в заявлении Либертарианской партии на проведение митинга в поддержку арестованного Алексея Навального 30 января 2021 года (см. также Стратегия-31).
Брет Стивенс, лауреат Пулитцеровской премии 2013 года, в публикации в «Нью-Йорк таймс» под наименованием «Диссиденты превыше всего: внешнеполитическая доктрина администрации Байдена» призвал власти США признать Алексея Навального диссидентом и поставил его в один ряд с Александром Солженицыным, Андреем Сахаровым и Натаном Щаранским.
2 февраля 2021 года Симоновский районный суд под председательством судьи Наталии Владимировны Репниковой, заседание которого проходило в здании Мосгорсуда, заменил Навальному условный срок по делу «Ив Роше» на реальный. Процесс посетили представители дипломатических миссий 14 государств. С учётом срока, ранее отбытого под домашним арестом, Навальный должен был провести в колонии общего режима 2 года и 8 месяцев.
В феврале 2021 года Алексей Навальный обратился в комитет министров Совета Европы с просьбой начать разбирательство в отношении России из-за неисполнения решений ЕСПЧ по его делам.
16 февраля 2021 года в Минюсте сообщили, что Россия не сможет по требованию ЕСПЧ освободить Алексея Навального, назвав применение правила 39 в данном случае «грубым вмешательством в работу судебной системы суверенного государства» со стороны ЕС.
17 февраля 2021 года ЕСПЧ потребовал от российских властей незамедлительно освободить Алексея Навального в соответствии с правилом 39 регламента суда о применении обеспечительных мер.
18 февраля 2021 года представитель российского президента Дмитрий Песков назвал требование ЕСПЧ недопустимой попыткой вмешательства во внутрироссийские судебные дела. Ряд российских государственных лиц — министр юстиции Константин Чуйченко, директор департамента информации и печати МИДа Мария Захарова, лидер парламентской дипломатии Леонид Слуцкий назвали требование ЕСПЧ «заведомо неисполнимым», разрушающим «международно-правовую основу» и «беспрецедентным по своей ангажированности».
В Брюсселе состоялась встреча министров иностранных дел стран Евросоюза, на которой было достигнуто решение о принятии нового пакета санкций в связи с арестом Алексея Навального. Санкции решили ввести против главы следственного комитета Александра Бастрыкина, генпрокурора Игоря Краснова, директора ФСИН Александра Калашникова и главы Росгвардии Виктора Золотова.
20 февраля 2021 года Мосгорсуд оставил решение нижестоящего суда в силе. При этом суд зачёл пребывание под домашним арестом с декабря 2013 года по февраль 2014 года, сократив срок отбывания в колонии на полтора месяца.

#### Отбывание наказания
В конце февраля 2021 года Навального этапировали из СИЗО «Матросская тишина» в СИЗО № 3 «Кольчугино» во Владимире.
Затем Алексея Навального доставили в исправительную колонию ИК-2 в Покрове.
24 марта 2021 года Леонид Волков сообщил об ухудшении здоровья Алексея Навального: что он испытывает сильные боли в спине и что у него отнимается нога. Соратники оппозиционера потребовали организовать к нему доступ независимого врача. На следующий день, 25 марта, ФСИН заявила, что Навальный 24 марта прошёл медицинское обследование, по результатам которого «его состояние здоровья оценивается как стабильное, удовлетворительное».
25 марта 2021 года более 150 журналистов и деятелей культуры обратились к главе ФСИН из-за ухудшения здоровья Алексея Навального. В этот же день адвокат оппозиционера Ольга Михайлова сообщила, что Навальный четвёртую неделю находится в «крайне неблагополучном» состоянии. Позже Навальный заявил о применении к нему в колонии «пытки бессонницей». Жена Алексея Навального Юлия обратилась к Владимиру Путину с требованием освободить её мужа.
26 марта 2021 года представитель внешнеполитической службы ЕС Набиля Масралли в связи с сообщениями об ухудшении состоянии здоровья Навального призвала к его освобождению. Тогда же, 26 марта, Алексей Навальный рассказал о проблемах со спиной. Как предполагает политик, боли в спине у него начались из-за того, что защемило нерв «от постоянного сидения в автозаках и „пеналах“ в скрюченном виде». Из-за проблем со спиной ему «тяжело и очень больно» вставать с кровати, также у него начала терять чувствительность правая нога. Только неделю назад (19 марта), как рассказал Алексей, тюремный врач его осмотрела и прописала две таблетки ибупрофена, однако диагноза так и не сообщила.
27 марта 2021 года Amnesty International осудила условия содержания Навального в колонии и снова потребовала его немедленно освободить.
28 марта 2021 года российские врачи опубликовали открытое обращении к Федеральной службе исполнения наказаний и «политическому руководству страны». В нём они предложили также пригласить врачей из клиники Шарите, которые лечили Навального в Германии. Врачи опасаются, что отсутствие медицинской помощи приведёт к тяжёлым последствиям для здоровья Алексея Навального. Врачи высказали мнение о том, что это всё может быть связано с осложнением после отравления, которое могло развиться в заболевание из-за незавершённой реабилитации.
31 марта 2021 года Навальный объявил голодовку в связи с тем, что к нему не допускают врача. Левая нога оппозиционера тоже стала терять чувствительность из-за проблем с позвоночником.
2 апреля 2021 года «Альянс врачей» выдвинул ультиматум: если в колонию к политику Алексею Навальному не пустят врача к 5 апреля, то члены «Альянса врачей» «сами приедут к нему» к колонии ИК-2 в Покрове. Глава «Альянса врачей» Анастасия Васильева заявила, что врачи ФСИН назначают Навальному неграмотное лечение. Врачей и квалифицированной необходимой помощи Алексею Навальному так и не предоставили до 6 апреля. Тогда сотрудники профсоюза «Альянс Врачей» 6 апреля 2021 года сами приехали к колонии ИК-2 Покров к 12:00 чтобы помочь Навальному с его ухудшающимся состоянием здоровья. К колонии, где сидел Навальный, также прибыли его сторонники. Они требовали оказать врачебную помощь Алексею, который пожаловался на ухудшение состояния здоровья. В итоге 9 человек, включая председателя «Альянса врачей» Анастасию Васильеву, были задержаны.
19 апреля 2021 года было решено перевести Алексея Навального из покровской колонии ИК-2 в стационар областной больницы для осуждённых во Владимире из-за его плохого состояния. Стационар располагается на территории ИК-3 УФСИН России по Владимирской области, которая, в том числе, специализируется на наблюдении за подобными пациентами.
20 апреля 2021 года Алексея Навального обследовали «гражданские» врачи из Владимирской области. 23 апреля он заявил, что прекращает голодовку.
20 августа 2021 года, в годовщину отравления Навального, президент Франции Эмманюэль Макрон в ходе телефонных переговоров с президентом Владимиром Путиным призвал, а канцлер ФРГ Ангела Меркель во время встречи с президентом Владимиром Путиным потребовала освободить Навального.
11 октября 2021 года Навального сняли с учёта как склонного к побегу и одновременно поставили на учёт как склонного к экстремизму и терроризму. 25 января 2022 года он был внесён Росфинмониторингом в реестр террористов и экстремистов.
В декабре 2021 года в «Инстаграме» Навального был опубликовал пост, в котором он рассказал, что устроился работать в швейный цех и выбрал профессию — «швея».

##### Судебный процесс в ИК-2 по делам о мошенничестве и неуважении к суду
15 февраля 2022 года в ИК-2 началось выездное заседание Лефортовского районного суда Москвы по делу по обвинению Алексея Навального по вышеописанным делам о мошенничестве (якобы растрате средств, которые граждане жертвовали его фондам и некоммерческим организациям) и неуважении к суду (в связи с процессом по делу о клевете на ветерана Игната Артёменко). Процесс вела судья Маргарита Котова. Перед передачей в суд эти дела объединили в одно производство. Не было дано официальных объяснений о том, почему заседание Лефортовского районного суда решили провести в колонии вместо того, чтобы этапировать Навального в Москву. Соратники оппозиционера считают, что это было сделано специально для того, чтобы осложнить освещение процесса. На заседание суда в Покров приехали несколько десятков журналистов, руководство колонии допустило их сначала лишь в административное здание, где организована трансляция заседания. Затем журналистов всё же допустили непосредственно в зал, где проходил процесс. Защита Навального попросила о переносе заседания в здание Лефортовского суда Москвы, но получила отказ. Также адвокаты Вадим Кобзев и Ольга Михайлова пожаловались суду на то, что в колонию они не могут проносить телефонов, ноутбуков и диктофонов. На это прокурор заявил, что защита и обвинение в этом смысле находятся в равных условиях.
18 марта 2022 года президент России Владимир Путин назначил Маргариту Котову судьёй Московского городского суда. Соратник Навального Иван Жданов заявил, что в его распоряжении оказалась детализация телефонных звонков Котовой, согласно которой она, начиная с первого дня процесса, созванивалась с сотрудником Администрации Президента РФ Евгением Владимировым.
22 марта 2022 года Алексей Навальный был признан виновным по части 4 статьи 159 УК РФ (мошенничество в особо крупном размере) и по частям 1 и 2 статьи 297 УК РФ (неуважение к суду), и был приговорён к 9 годам лишения свободы в колонии строгого режима (с учётом уже отбытого срока).
24 мая 2022 года Московский городской суд оставил этот приговор без изменений.

##### Содержание в ИК-6
Бетонная конура 2,5×3 метра. Чаще всего там невыносимо, потому что холодно и сыро. Вода на полу. У меня пляжный вариант — очень жарко и почти нет воздуха. Форточка крохотная, из-за толщины стен воздух не идёт — даже паутина не шевелится. Вентиляции нет. Ночью лежишь и чувствуешь себя рыбой на берегу. Железная койка пристёгивается к стене, типа как в поезде. Только рычаг, опускающий её, снаружи. В 5 утра у тебя забирают матрас и подушку и поднимают койку. В 9 вечера койку снова опускают и возвращают матрас. Железный стол, железная лавка, раковина, дырка в полу. Под потолком две камеры.
В середине июня 2022 года Алексея Навального этапировали в колонию строгого режима ИК-6 в посёлке Мелехово Владимирской области.
Через свой Telegram-канал Навальный сообщил, что там он работает по семь часов в день за швейной машиной, сидя «на табуретке высотой ниже колена» (для него была оборудована отдельная «промзона» — комната с тремя швейными машинами), а после работы несколько часов происходят «воспитательные мероприятия», в ходе которых он должен сидеть «на деревянной лавке под портретом Путина». В воскресенье работы нет, но «воспитательные мероприятия» продолжаются десять часов. Такие условия Навальный назвал «пыточными».
В августе-сентябре 2022 года Алексея Навального четыре раза помещали в штрафной изолятор (ШИЗО) по различным поводам. Один раз политика наказали за расстёгнутую пуговицу на робе. Сам Навальный объяснял, что одежда ему мала на несколько размеров. Кроме того, ему выносили предостережение за создание профсоюза «Промзона», для граждан трудоустроенных на предприятиях уголовно-исполнительной системы. Его Навальный оспорил в суде.
В сентябре 2022 года Алексей Навальный подал девятый иск в Ковровский городской суд к исправительной колонии строгого режима № 6. Поводом для иска стало помещение оппозиционера в штрафной изолятор на 12 суток.
В ноябре 2022 года ему перестали передавать письма от родственников.
В декабре 2022 года к Навальному в камеру штрафного изолятора подселили человека с проблемами с гигиеной. Вскоре после этого Навального снова, на этот раз на 12 суток, отправили в штрафной изолятор за употребление слова «блядь» в разговоре с сокамерником. При этом сокамерника, имеющего проблемы с гигиеной, по окончании его срока в ШИЗО снова отправили в камеру с Навальным на 15 суток. После жалоб на боли в спине ему делали уколы по назначению доктора. Имени врача, названия препарата и диагноза не сообщили.
В январе 2023 года Алексей Навальный сообщил, что заболел. 9 января адвокат Вадим Кобзев сообщил, что тот находится в камере ШИЗО «с температурой, лихорадкой и кашлем», добавив, что политику не оказывают должную медицинскую помощь, в том числе не передают лекарства. Открытые письма в поддержку Навального опубликовали представители медицинского сообщества, адвокаты, а также действующие и бывшие депутаты разного уровня. 17 января, в дату возвращения Навального в Россию, была начата международная информационная кампания по его освобождению.
К февралю 2023 года Алексей Навальный похудел на 7 кг, у него также начались боли в желудке. По словам адвоката Вадима Кобзева, это произошло из-за того, что для лечения ОРВИ Навальному назначили «огромные дозы» противопоказанных ему антибиотиков. Также адвокат сообщил, что сразу после выхода из ШИЗО политик был переведён в помещение камерного типа на полгода. Это максимально возможный срок.
17 апреля, по словам адвоката Вадима Кобзева, к Навальному была применена сила, чтобы затащить его в камеру с человеком, «имеющим большие проблемы с бытовой гигиеной».
7 декабря 2023 года Алексея Навального не подключили по видеосвязи к суду, в котором он должен был участвовать, объяснив это «аварией с электричеством» в колонии. 11 декабря сотрудники ИК-6 сообщили адвокатам, что Навальный у них больше «не числится». С августа 2022 года Навальный провёл в штрафном изоляторе суммарно более 250 суток.

##### Открытое письмо Путину
В апреле 2023 года более 100 известных деятелей культуры обратились с открытым письмом к Путину с призывом к немедленному освобождению Навального. Среди подписавших нобелевские лауреаты по литературе Светлана Алексиевич, Джон Кутзее, Орхан Памук и Ольга Токарчук; известные писатели Энн Эпплбаум и Джоан Роулинг; популярные актёры театра и кино Бенедикт Камбербэтч, Джуд Лоу, Билл Найи, Ванесса Редгрейв и другие.

##### Судебный процесс в ИК-6 по делу об организации экстремистского сообщества
31 мая 2022 года стало известно, что Следственный комитет РФ предъявил Алексею Навальному обвинение по ч. 1 ст. 282.1 УК (создание экстремистского сообщества).
С 25 мая 2023 года дело об экстремизме было передано в Московский городской суд. Навального обвиняли по ч. 1 ст. 282.1 УК (создание экстремистского сообщества), ч. 1 ст. 282.3 УК (финансирование экстремистской деятельности), ч. 2 ст. 151.2 УК (вовлечение несовершеннолетних в противоправную деятельность), ч. 2 ст. 239 УК (создание некоммерческой организации, деятельность которой сопряжена с побуждением граждан к совершению противоправных действий), ч. 3 ст. 354.1 УК (публичное осквернение символов воинской славы России) и ч. 1 и 2 ст. 280 УК (призывы к экстремизму, в том числе в интернете). Процесс вёл судья Андрей Суворов. Вместе с Алексеем Навальным оказался на скамье подсудимых Даниэль Холодный, бывший технический директор YouTube-канала «Навальный Live». Обвинение запрашивало для него 10 лет лишения свободы.
Судебный процесс начался 19 июня 2023 года в ИК-6. Навальный потребовал от Андрея Суворова взять самоотвод, так как он не обеспечил открытость и гласность заседания. Процесс, по мнению Навального, должен был проходить не на территории колонии, а в здании суда. Судья взять самоотвод отказался и в первый же день объявил, что дело будет рассматриваться на закрытых судебных заседаниях, поскольку суд якобы получил письмо, в котором говорится о возможных провокациях в отношении участников процесса, а также в деле есть секретный свидетель. Журналистов и родителей Алексея Навального, которые наблюдали за процессом по телетрансляции, попросили покинуть территорию колонии.
20 июля в ходе прений обвинение просило назначить Навальному 20 лет колонии особого режима, а Холодному — 10 лет колонии общего режима.
3 августа, перед оглашением приговора, в Telegram-канале Навального было опубликовано такое заявление:

Срок будет большой. То, что называется «сталинский». Формула его расчёта простая: то, что попросил прокурор, минус 10—15 %. Попросили 20, дадут 18 или вроде того. Это не имеет большого значения, ведь следом уже на всех парах идёт дело о терроризме. Там ещё лет 10 накинуть можно. Так вот, у меня просьба номер один. Когда прозвучит цифра, вы, пожалуйста, не проявляйте солидарность со мной причитаниями и восклицаниями: «Как при Сталине». Лучше проявите солидарность со мной и другими политзаключёнными тем, что минутку подумайте. Подумайте, зачем нужен такой показательно огромный срок. Его главный смысл — запугать. Вас, а не меня.

4 августа суд огласил приговор Алексею Навальному и Даниэлю Холодному. Навальный был признан виновным по всем пунктам (при этом по трём обвинениям было признано истечение срока давности) и приговорён к 19 годам лишения свободы в колонии особого режима и к штрафу в размере 500 тысяч рублей, а Даниэля Холодного приговорили к 8 годам лишения свободы в колонии общего режима по ч. 1 ст. 282.3 и ч. 2 ст. 282.1 УК (участие в деятельности экстремистского сообщества). Судья по делу Навального во время процесса связывался с сотрудником ФСБ из отдела, занимавшегося отравлением политика.
Верховный представитель ЕС по иностранным делам и политике безопасности Жозеп Боррель заявил в связи с новым приговором Навальному, что он вынесен «за действия, представляющие собой законную политическую и антикоррупционную деятельность». Боррель также выразил обеспокоенность из-за сообщений «о неоднократных случаях жестокого обращения руководства тюрьмы с Навальным» и его «травли, по сути представляющей собой физические и психологические пытки», отметив, что российские власти несут ответственность за безопасность и здоровье Навального и «будут призваны к ответу». Приговор Навальному также осудили государственный секретарь США Энтони Блинкен и министр иностранных дел Великобритании Джеймс Клеверли.
В сентябре 2023 года после суда по обжалованию приговора по «экстремистскому делу» Навального на год перевели в единое помещение камерного типа (ЕПКТ) — самое строгое из возможных наказаний в колониях всех видов.
13 октября 2023 года по обвинению в участии в экстремистском сообществе были арестованы адвокаты Алексея Навального Игорь Сергунин, Алексей Липцер и Вадим Кобзев. Их обвинили в передаче информации от Навального, что якобы позволило Навальному, находясь в заключении, продолжать «осуществлять функции лидера и руководителя экстремистского сообщества».

##### Содержание в ИК-3
С 5 декабря 2023 года местонахождение Навального в течение нескольких недель было неизвестно. Представители колонии, где он содержался, заявили, что он был этапирован. 25 декабря 2023 года появилась информация о прибытии Навального в ИК-3, колонию особого режима в посёлке Харп Ямало-Ненецкого АО, известную как «Полярный волк».

## Покушения

### Взлом электронной почты
В 2011 году хакер под псевдонимом «Хэлл» взломал электронную почту Навального. Хэлл заявил, что в утёкшей переписке с бывшим губернатором Кировской области Никитой Белых обсуждались якобы похищенные акции Уржумского спиртзавода. Впоследствии, однако, факт хищения ценных бумаг доказан не был.
По данным немецкого провайдера, приписываемые Хэллу атаки осуществлялись с IP-адреса Сергея Максимова, и в 2015 году за этот взлом почты тот был приговорён в Германии к полутора годам лишения свободы условно. При этом Максимов отрицает, что являлся хакером Хэллом, но заявляет, что общался с ним по переписке.

### Нападения

#### Казаки городского войска Анапы
В 2016 году Казаки городского войска Анапы форме напали на Алексея Навального и сотрудников ФБК в аэропорту Анапы. По сообщению соратников Навального, одного из сотрудников ФБК нападавшие избили ногами, ему потребовалась срочная медицинская помощь. По словам Алексея Навального, нападавших было 30 человек.

#### Нападение с зелёнкой в Барнауле
Навальный подвергался нападениям в 2017 году во время своей кампании перед президентскими выборами 2018 года. В марте неизвестный из спринцовки облил Навального зелёнкой, когда тот приехал на открытие предвыборного штаба в Барнауле, после чего неизвестный поспешил скрыться. По словам Навального, мужчина, который облил его зелёнкой, сел в автомобиль и уехал во двор администрации Алтайского края. По словам Леонида Волкова, человек скрылся на автомобиле Nissan Qashqai.

#### Нападение, зелёнка с едким веществом (Москва)

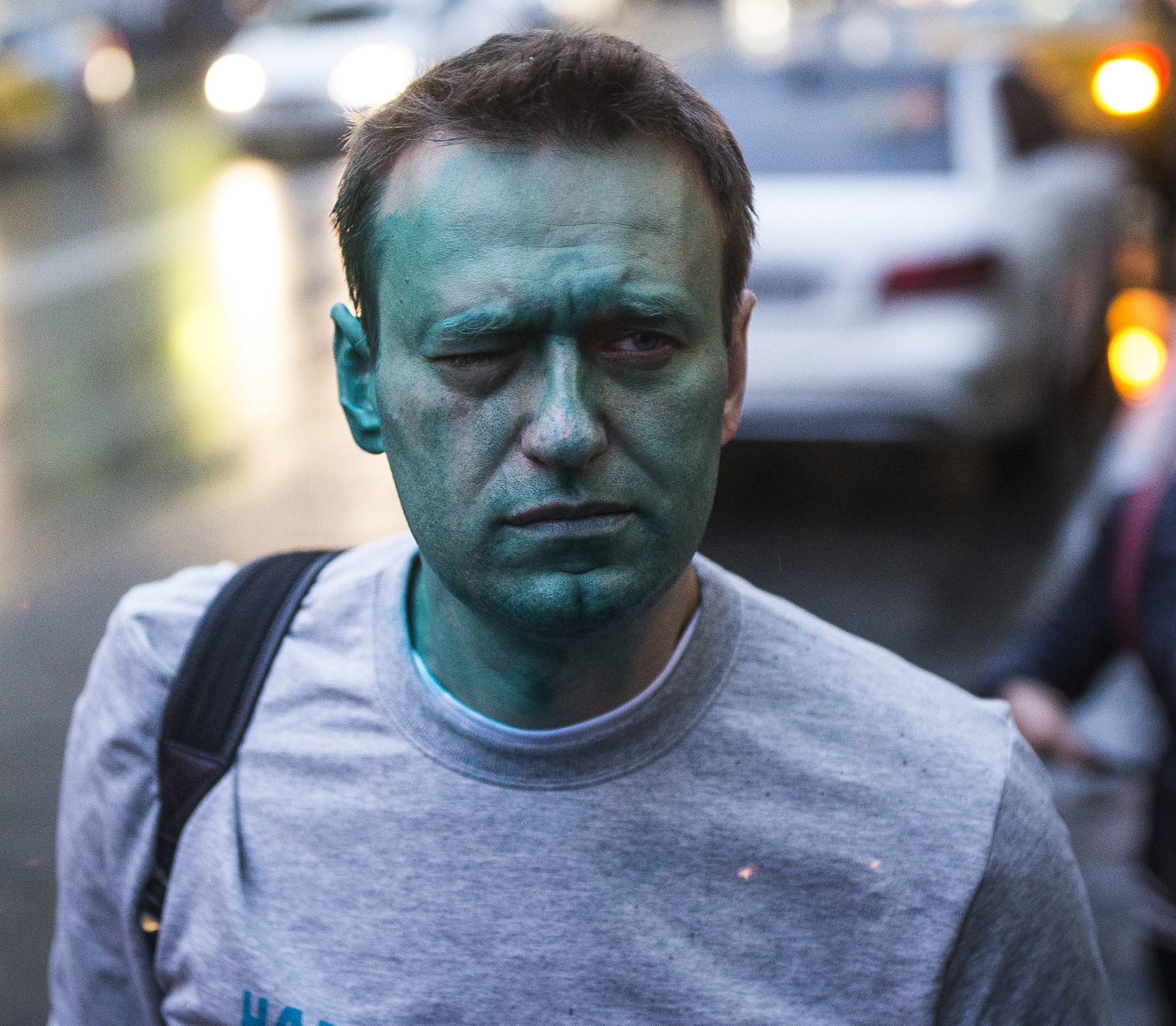
Алексей Навальный после нападения в апреле 2017

27 апреля 2017 года неизвестный облил Навального зелёной жидкостью в Москве рядом со зданием ФБК. По словам пресс-секретаря Навального Киры Ярмыш, нападавший поджидал её и Навального у автомобиля. Зелёнка была разбавлена другим едким веществом, причинившим Навальному химический ожог роговицы правого глаза. Навального на скорой отвезли в больницу. Обследование показало, что глаз политика видит всего 15 % от нормы. Российские врачи посоветовали Алексею Навальному отправиться лечиться за границу. Навальный сказал, что зелёнкой ему попали в правый глаз, так что у него теперь «зелёные и зрачок, и роговица». 4 мая 2017 года Навальному отдали заграничный паспорт, которого его лишали в связи с уголовными делами в России, чтобы он мог съездить за границу на лечение. В результате Навальный ездил в Барселону, где ему была сделана офтальмологическая операция. Во время нападения на бизнес-центр у офиса ФБК, по утверждениям службы охраны здания, не работала ни одна из камер наружного наблюдения, момент нападения был заснят на камеру внутри здания. По факту произошедшего было заведено уголовное дело (116 УК РФ (Побои)), однако позднее управление МВД по Москве приостановило расследование дела «в связи с неустановлением лица, подлежащего привлечению в качестве обвиняемого». 28 апреля канал РЕН ТВ опубликовал видео с улицы, снятое предположительно на мобильный телефон, на котором нападавший хорошо виден, но его лицо намеренно замазано. Сотрудники телеканала также скрыли на видео лицо ещё одного человека, попавшего в кадр, — лица остальных прохожих видны. Откуда в распоряжении телеканала оказалось видео, неизвестно, телеканал отказался это комментировать. Блогер Евгений Брызгалин обнаружил, что на серверах телеканала РЕН ТВ хранятся четыре версии этого ролика, на одной из них видно лицо второго мужчины, который снимал происходящее.
Предполагаемых нападавших установили пользователи соцсетей и сотрудники ФБК, они также нашли профили возможных преступников в «ВКонтакте» — ими оказались участники движения SERB. Изучив видео, пользователи соцсетей предположили, что нападение на Навального снимал активист движения SERB Алексей Кулаков, а зелёнкой в лицо Навальному плеснул другой активист этой организации Александр Петрунько. Навальный сказал, что личности плеснувших ему в лицо зелёнкой были установлены через несколько часов после случившегося. Сам Навальный считает, что нападение на него было указанием из администрации президента. 
«Хмыри, плеснувшие мне зелёнкой вперемешку с какой-то химической дрянью, действительно были установлены очень быстро. Это Алексей Кулаков, Александр Петрунько и Игорь Бекетов. В связи с тем, что ожог глаза был у меня очень сильным, и я был очень близок к тому, чтобы вообще ослепнуть на один глаз, то есть тут полный состав статьи УК о причинении вреда средней тяжести, а расследование вообще не двигалось, мой адвокат Вадим Кобзев написал жалобу в прокуратуру и потребовал, чтобы дело забрали у полиции и передали в СК», — сказал Навальный.
Участников SERB подозревают в связях с Центром «Э». Навальный потребовал проверить сотрудников Центра «Э» на причастность к нападению на него. Прокуратура признала незаконным решение МВД о приостановке расследования дела о нападении на Алексея Навального и отменила его.

#### Нападение у «Эха Москвы»
25 марта 2020 года трое неизвестных облили Алексея Навального прокисшим молоком на улице около редакции «Эха Москвы», куда он направлялся на интервью. Пользователи соцсетей узнали в нападавших на Навального активистов прокремлёвского движения SERB, на видео видно активиста организации Алексея Кулакова, который признавал, что он — человек, который снимал нападение на Навального.

### Заявление об отравлении в СИЗО (2019)
В июле 2019 года Навального госпитализировали из спецприёмника в 64 городскую больницу в Москве с диагнозом «острая аллергическая реакция». Источник аллергической реакции так и не был определён. Лечащий врач Навального Анастасия Васильева вместе с ещё одним медиком Ярославом Ашихминым навестила Навального в больнице, где зафиксировала у него выраженный отёк и резкую гиперемию верхних и нижних век, периорбитальной области (вокруг глаз), гнойное выделение из правой конъюнктивальной полости, выраженный зуд, множественные папулёзные высыпания на коже шеи, спины, груди, локтевых сгибов рук. Васильева сделала вывод: это результат повреждающего действия неопределённых химических веществ. В больнице он пробыл один день, после чего его отвезли обратно в СИЗО.
Институт Склифосовского сообщил, что следов отравляющих веществ в организме Навального найдено не было. Навальный заявил, что никогда не страдал аллергией и что его пытались отравить. Он обратился в Следственный комитет, требуя расследовать попытку отравления. В частности, он потребовал провести экспертизу на наличие отравляющих веществ и проанализировать видео с камер наблюдения, установленных в его камере.

### Отравление «Новичком» (2020)
Отравле́ние Алексе́я Нава́льного произошло в России в августе 2020 года.
Первые признаки отравления проявились у Алексея Навального 20 августа во время перелёта из Томска в Москву. Самолёт совершил экстренную посадку в Омске. Навального в бессознательном состоянии доставили в отделение токсикореанимации городской клинической больницы № 1, где его ввели в искусственную кому и подключили к аппарату искусственной вентиляции лёгких. Два дня спустя, 22 августа, Навального перевезли на лечение в клинику «Шарите» в Берлине (Германия). 7 сентября 2020 года его вывели из искусственной комы, а 14 сентября отключили от аппарата ИВЛ. 22 сентября Навальный был выписан из «Шарите». Он прошёл реабилитацию в Германии, после окончания которой 17 января 2021 года вернулся в Россию, где был задержан по прилёте в московском аэропорту Шереметьево по обвинению в нарушении условий испытательного срока по уголовному делу «Ив Роше».
2 сентября Федеральное правительство Германии со ссылкой на исследования, проведённые спецлабораторией бундесвера, заявило, что Навальный был отравлен веществом нервно-паралитического действия группы «Новичок». Позже отравление «Новичком» со ссылкой на результаты собственных исследований в лабораториях, сертифицированных Организацией по запрещению химического оружия (ОЗХО), подтвердили Франция и Швеция. Германия заявила, что использование «Новичка» является «грубым нарушением» Конвенции о запрещении химического оружия и обратилась за помощью в ОЗХО, которая провела собственное исследование биологических проб Навального и 6 октября подтвердила выводы германской, французской и шведской лабораторий о наличии в анализах следов вещества семейства «Новичок». При этом в отчёте ОЗХО уточнялось, что Навального отравили новой разновидностью «Новичка», которая не была включена в список контролируемых химикатов Конвенции о запрещении химического оружия.
Отравление Навального вызвало международный резонанс. 3 сентября внешнеполитическое ведомство Евросоюза выступило с декларацией, в которой от имени всех 27 стран — членов ЕС, а также Норвегии, Исландии, Лихтенштейна, Северной Македонии, Черногории, Грузии и Украины «самым решительным образом осуждалось покушение на Алексея Навального, который был отравлен военным химическим нервно-паралитическим веществом группы „Новичок“, аналогичным тому, которое использовалось при покушении на Сергея и Юлию Скрипаль в Солсбери 4 марта 2018 года». В декларации отмечалось, что «использование химического оружия при любых обстоятельствах полностью неприемлемо» и является серьёзным нарушением международных норм и прав человека. Евросоюз заявил о необходимости сформулировать общий международный ответ России и призвал российское правительство сотрудничать с ОЗХО и «обеспечить беспристрастное международное расследование». Канцлер ФРГ Ангела Меркель выступила с заявлением, в котором назвала покушение на жизнь Навального попыткой заставить его замолчать, «преступлением против основных ценностей, за которые мы выступаем». Борис Джонсон, в свою очередь, заявил, что отравление Навального «потрясло мир» и назвал «возмутительным» использование Россией химического оружия. 15 октября «за использование химического оружия для попытки убийства Алексея Навального» Евросоюз ввёл санкции против директора ФСБ Александра Бортникова и пяти других высокопоставленных российских чиновников и силовиков, а также против ГосНИИОХТа, который занимался разработкой «Новичка». В тот же день о введении аналогичных санкций объявила Великобритания. По данным ЕС, отравление Навального стало возможно «только с согласия администрации президента» и при участии ФСБ. Сам Навальный считал, что за покушением на его жизнь стоит лично президент России Владимир Путин.
14 декабря 2020 года вышло совместное расследование The Insider, Bellingcat и CNN при участии Der Spiegel, утверждающее, что покушение на Навального совершила группа из восьми оперативников ФСБ, действовавшая под прикрытием Института криминалистики ФСБ. Авторы расследования назвали имена и псевдонимы сотрудников, предположительно участвовавших в отравлении. Спустя несколько дней Навальный опубликовал аудиозапись телефонного разговора с одним из фигурантов расследования — военным химиком Константином Кудрявцевым, который, приняв Навального за помощника секретаря Совета безопасности России и бывшего директора ФСБ Николая Патрушева, рассказал о своём участии в неудавшейся операции. ФСБ назвало этот звонок подделкой. Владимир Путин охарактеризовал это расследование как «легализацию материалов американских спецслужб» и заявил, что если бы российские спецслужбы хотели отравить Навального, то довели бы дело до конца.
Российские власти отрицают все обвинения в причастности к отравлению, ссылаясь на то, что в анализах Навального, проведённых в России, никаких ядов выявлено не было, а также заявляя, что Германия не предоставила российским властям какие-либо доказательства их наличия. В Генпрокуратуре РФ заявили, что не видят оснований для возбуждения уголовного дела по факту произошедшего; СК и МВД России отказались возбуждать дела по результатам проверки. МИД России назвал отравление Навального «Новичком» «фантастической, по сути, историей, инициированной с подачи Берлина его евроатлантическими союзниками вкупе с руководством Технического секретариата ОЗХО по заранее спланированному конспирологическому сценарию».
Согласно опросам Левада-центра, об отравлении Навального слышали в сентябре 2020 года — 77 %, а в декабре 2020 года — 78 % респондентов, при этом 17 % россиян внимательно следят за развитием событий. Среди тех, кто слышал об отравлении, 30 % считают отравление инсценировкой, 19 % — провокацией западных спецслужб, 15 % — покушением со стороны российских властей, 7 % — местью одного из фигурантов расследований Навального. При этом инсценировкой или провокацией Запада в основном считают люди старшего поколения, доверяющие телевидению, тогда как молодёжь и активные пользователи Интернета чаще винят в отравлении российские власти.

## Смерть и похороны

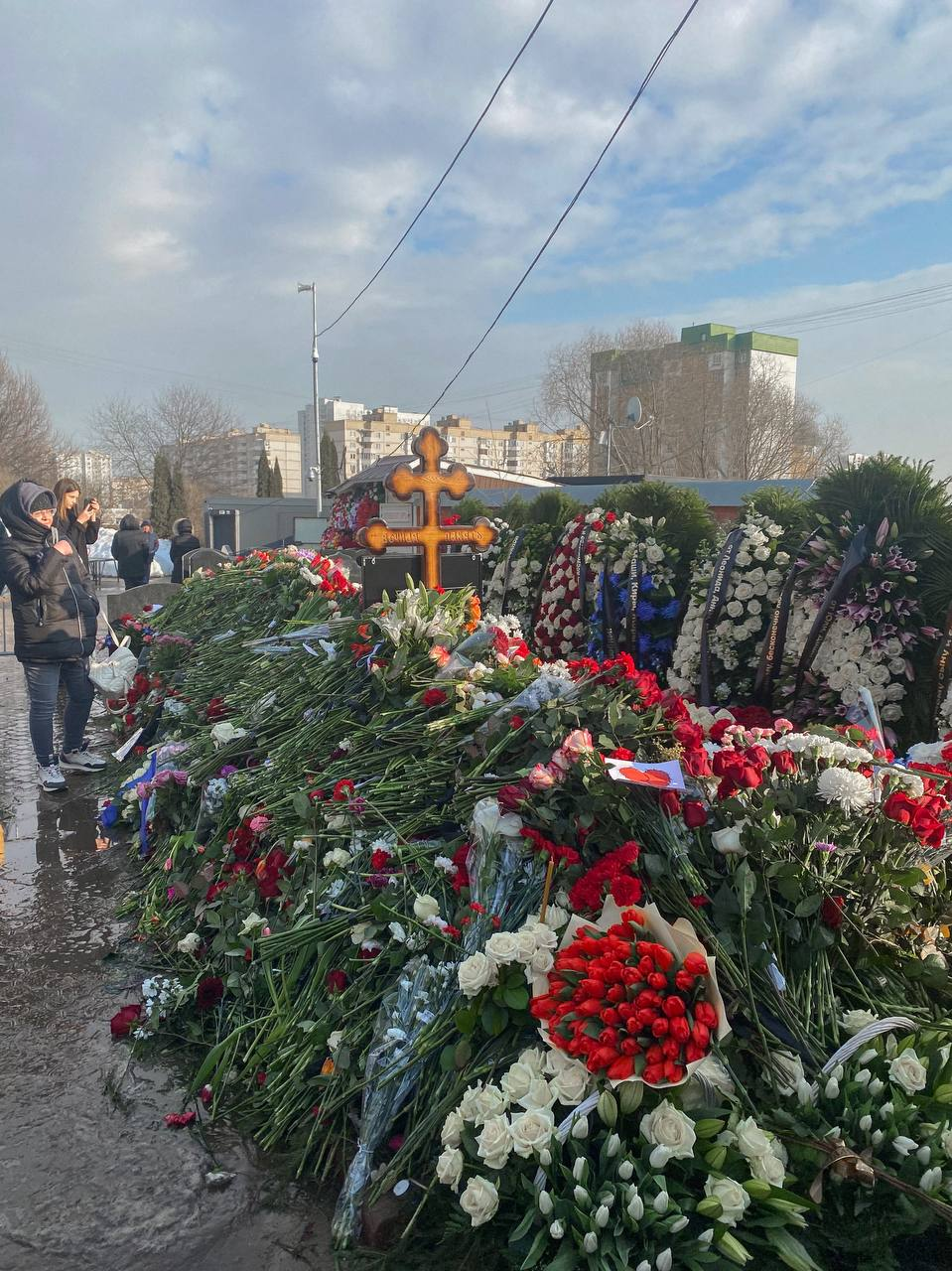
Могила Алексея Навального, 3 марта 2024 года

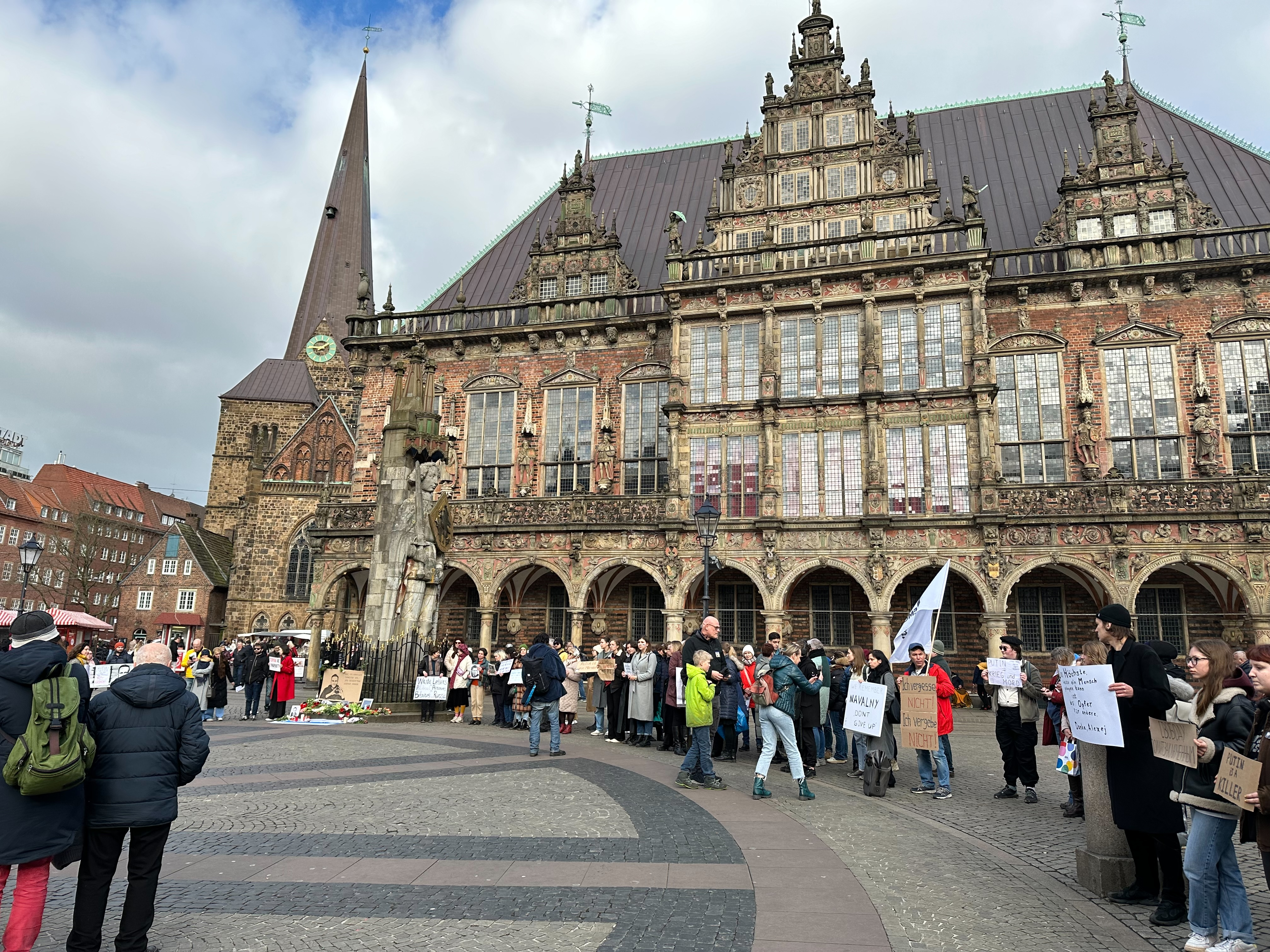
Демонстрация в Бремене 17 февраля 2024 года

16 февраля 2024 года управление ФСИН России по Ямало-Ненецкому автономному округу на своём сайте сообщило о смерти политика. Навальный умер, будучи 27-й раз в ШИЗО; суммарный срок пребывания в штрафном изоляторе составил 295 дней. Управление ФСИН по ЯНАО сообщило, что Навальный почувствовал себя плохо после прогулки и практически сразу потерял сознание. Утверждается, что врачи скорой помощи провели необходимые реанимационные мероприятия, которые не привели к положительным результатам, и была констатирована смерть.
24 февраля 2024 года, после долгих отказов и задержек, тело Навального было передано матери.
1 марта 2024 года политик был похоронен на Борисовском кладбище; отпевание проходило в храме иконы Божьей Матери «Утоли моя печали» в Марьино на юго-востоке Москвы. В последний путь Навального провожало более 10 тысяч человек.
Спустя полгода после смерти вышло постановлении об отказе в возбуждении уголовного дела по факту смерти. Изложенные обстоятельства смерти Навального вызвали критику врачей.

## Данные соцопросов

### Левада-центр
По данным соцопроса, проведённого «Левада-центром» в марте 2011 года среди 1600 респондентов старше 18 лет, Алексей Навальный был назван среди блогеров, оказывающих наибольшее влияние на россиян в общественно-политических вопросах. Он занял четвёртое место, однако все лидеры набрали от 1 до 2 %, что оказалось ниже статистической погрешности 3,4 %.
По данным соцопроса, проведённого «Левада-центром» в апреле 2011 года, о Навальном знали только 6 % жителей России. Из тех, кто знал Навального, 5 % «определённо» были готовы проголосовать за него на выборах в президенты России, 28 % — «возможно», 37 % скорее не стали бы голосовать, а 19 % определённо не поддержали бы Навального на президентских выборах. В то же время 68 % доверяли его сообщениям о коррупции и считали их достоверными (33 % «определённо верили» и 35 % «скорее верили»), 23 % — не доверяли (19 % — «информация от Навального, скорее всего, не соответствовала действительности» и 4 % «определённо не верили „РосПилу“»). Процент доверия был выше среди москвичей (88 %), обеспеченных людей (79 %) и среди людей в возрасте до 24 лет (76 %).
По данным соцопроса, проведённого «Левада-центром» в марте 2012 года среди 1633 человек старше 18 лет, узнаваемость Навального возросла до 25 %, при этом доверие к опубликованным им фактам коррупции стало осторожным в сравнении с предыдущим годом: снизились как доли тех, кто перестал им доверять, так и доли тех, кто им скорее не доверял. С 4 до 5 % выросло число уверенно не доверяющих, однако наибольший прирост — с 9 до 33 % — получили те, кто затруднился ответить. Из тех, кто знал о Навальном, только 6 % уверенно видели его будущим президентом, в то время как доля тех, кто отказывал ему в голосе на возможных выборах, составила 38 %.
По данным соцопроса, проведённого «Левада-центром» в июне 2012 года среди 1559 человек старше 18 лет, узнаваемость Навального возросла до 34 % и одновременно 18 и 46 процентов из знающих активиста указали, что определённо доверяют или скорее доверяют публикациям проекта «РосПил».
По данным соцопросов, проведённых «Левада-центром» в августе и декабре 2012 года среди 1600 человек старше 18 лет, Навального в качестве преемника на случай отхода Владимира Путина от управления страной назвали менее 1 % опрошенных. При этом, по данным августовского опроса, Навальному доверяло около 2 % россиян.
По данным соцопроса, проведённого «Левада-центром» в январе 2015 года, узнаваемость Навального возросла до 50 %, но отношение к нему россиян ухудшилось. Если в 2013 году в той или иной мере положительное отношение фиксировали 30 %, а отрицательное — 20 %, то в 2015 году это соотношение стало обратным — 17 % и 37 %.

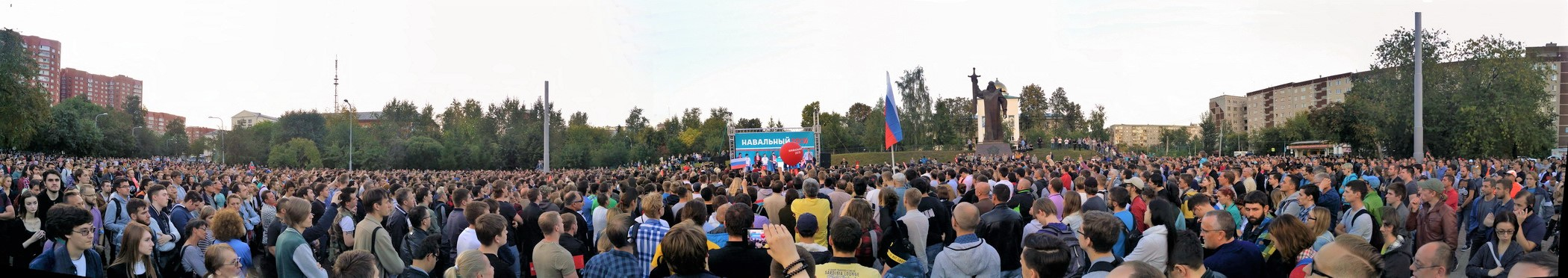
Встреча с избирателями в Екатеринбурге, 16 сентября 2017 года

Результаты исследования «Левада-центра» в июне 2017 года показали, что узнаваемость Навального достигла 55 %, а 46 % опрошенных сказали, что не знают, кто это. При этом 30 % из числа знающих о Навальном считают его действующим в интересах Запада, 21 % — в интересах группировки в руководстве России, 12 % — в интересах России. Поскольку опрос проходил на фоне президентской кампании 2018 года, 28 % опрошенных из числа знающих о Навальном посчитали его действия частью его «предвыборной кампании».
По данным «Левада-центра», в январе 2020 года Навальному, как и в 2019 году, доверяли около 3 % россиян. По данным «Левада-центра», в апреле 2020 года Навальный с 4 % голосов оказался на втором месте в ряде современников, которые вдохновляют россиян своим примером и активной гражданской позицией. По голосам опрошенных в возрастной группе 40 — 54 лет Навальный занял первое место с 6 % голосов, количество голосовавших не уточнялось. Одновременный открытый опрос «Левада-центра» о доверии к политикам показал, что Навальному доверяют 4 % респондентов.
Согласно опросу «Левада-центра», проведённому 25—30 сентября 2020 года, деятельность Навального одобряли 20 % россиян, не одобряли — 50 % , 18 % опрошенных не слышали о нём. 31 % из тех, кто слышал о Навальном, заявили, что относятся к нему нейтрально, 10 % — с уважением, 8 % — с сочувствием, 10 % — с неприязнью, 14 % заявили, что не могут сказать о Навальном ничего хорошего.

### ВЦИОМ
В апреле 2013 года стали известны итоги опроса, проведённого ВЦИОМ среди 1600 респондентов и показавшего, что Навальный известен 53 % россиян, что является пятым показателем среди оппозиционеров. При этом более половины знающих активиста — 51 % — относились к нему отрицательно, а 19 % — положительно. В то же время мартовский опрос «Левада-центра» среди 1601 респондента показал, что Навальный пользуется известностью среди 37 % опрошенных, из которых публикациям проекта «РосПил» доверяло 54 %, а недостоверными их считало 19 %. Проголосовать за Навального на выборах президента были готовы 14 %, однако одновременно «Левада-центр» опубликовал подборку результатов ответа на вопрос «Если бы выборы Президента России состоялись в ближайшее воскресенье, приняли бы вы в них участие, и если да — за кого из нынешних политиков вы бы проголосовали?», согласно которой Навальный был упомянут только в июле 2012 года менее чем 1 % опрошенных, в то время как вопрос к апрелю 2013 года задавался 18 раз. В апреле о личном доверии Навальному как лидеру оппозиции сказали 1,5 % опрошенных.
По данным соцопроса, проведённого ВЦИОМ, в феврале 2012 года Навальный был известен 41 % россиян, из которых 31 % относились к нему отрицательно, а 24 % — положительно.

### Ромир
В конце октября 2020 года исследовательский центр «Ромир» опубликовал список из 100 публичных лиц, пользующихся наибольшим доверием у россиян. Навальный расположился на четвёртом месте, сразу после Путина, Лаврова и Жириновского.

## Доходы и собственность
Согласно предвыборной декларации 2017 года, доход Навального за шесть лет с 2011 по 2016 год составил 41 млн руб. Источником доходов была его адвокатская (до 2013 года) и предпринимательская (после лишения адвокатского статуса в 2013 году Навальный зарегистрировал ИП для тех же целей) деятельность, а также 82 тыс. евро компенсаций от России по делам «Кировлеса» и «Ив Роше». Доход жены Навального Юлии за четыре года с 2013 по 2016 год составил 257 тыс. руб. Он владел акциями 35 компаний на 1 млн руб., паями инвестиционных фондов на 734 тыс. руб., остатки на его счетах составляли ок. 300 тыс. руб.; Юлия имела банковский вклад размером 3 млн руб. Навальный владел третью квартиры в Марьине, Юлия — автомобилем Ford Explorer.
За 2019 год Навальный заработал как индивидуальный предприниматель 5,44 млн руб. По его словам, заработок складывался из перечислений по договорам на юридическое обслуживание, организацию работы в Европейском суде по правам человека (ЕСПЧ) и т. д. Главным источником своего дохода Навальный назвал предпринимателя Бориса Зимина. Навальный подчеркнул, что никогда не получал денег в ФБК и сам жертвует деньги фонду.

## Оценка

### Критика
В 2000-е годы Навальный критиковался либеральной оппозицией за свои националистические взгляды. В свою очередь Навальный высказывался в 2007 году, что у либералов тоталитарное мышление, политика двойных стандартов, и что поэтому тогдашний режим для страны был лучше, чем приход к власти оппозиции. Но и новое поколение бюрократов, которое пытается заменить предшественников, он считал беспринципными «манагерами» — много хуже и партийной номенклатуры, и нынешних «комсомольцев». Грузинской прессой Навальный обвинялся не только в поддержке позиции России по конфликту в Южной Осетии в августе 2008 года, но и в ксенофобских настроениях в отношении народов Кавказа и Средней Азии.
Максим Кац, один из руководителей предвыборного штаба Навального на выборах мэра Москвы 2013 года, в интервью журналу «Большой город» от 7 апреля 2014 года заявил, что, по мнению Навального, «во власти одни жулики и воры» и при этом он не допускает возможности «появления там адекватных людей, которые что-то делают хорошо». В дальнейшем Кац неоднократно критиковал позицию Навального и его сторонников в части призывов к бойкоту любых выборов, в которых не принимает участие сам Навальный. Эта полемика нашла своё выражение в дебатах между Максимом и Алексеем по поводу голосования по изменению Конституции РФ. Дебатам предшествовали споры в соцсетях и обвинения Каца в использовании ботов для продвижения своей позиции.
Ксения Собчак в статье «Навальный. Afterparty» в своём блоге на портале Сноб.ру от 24 июля 2013 года написала, что категорически отказывается жить в логике «они плохие, а мы хорошие», охарактеризовала такую политическую позицию как «большевизм» и заявила, что такой подход противоречит идее о возможности высказывать сомнения, не соглашаться, спорить и дискутировать.
Прокремлёвские обозреватели сравнивали Навального с «попом Гапоном». В своей колонке, опубликованной в 2017 году, Иван Преображенский посчитал, что победу «на этом этапе» одержал Навальный, который, несмотря на критику, продолжил свою президентскую кампанию и «подтвердил, что является политиком, известным далеко за пределами Садового кольца».
После того как в 2018 году Навальный активно выступал против повышения пенсионного возраста, в ряде СМИ появились публикации, указывающие, что в программах партии сторонников Навального «Народный альянс» за 2012 год и «Партии прогресса» за 2014 год, лидером которой на тот момент являлся Алексей Навальный, содержались положения о необходимости повышения пенсионного возраста. Как отмечают Ведомости, в программе «Народного альянса» повышение пенсионного возраста должно происходить вместе с накопительной пенсионной системой. Сам Навальный отмечал, что увеличение пенсионного возраста в 2018 году происходит при т. н. «страховой» пенсионной системе, которая работает по принципу пирамиды, а государство перед пенсионной реформой фактически конфисковало деньги пенсионеров.
На фоне суда над Навальным и акций протеста в феврале 2021 года Григорий Явлинский в своей статье «Без путинизма и популизма» обвинил Навального в том, что он является националистом, популистом и «агентом Кремля», что расследования ФБК о коррупции не несут практических результатов для общества и «разжигают примитивную социальную рознь», а Навального и его окружение «не волнуют поломанные судьбы граждан», которые по их призыву вышли на протесты. Утверждения Явлинского (ряд комментаторов отмечает их тождество с официальной пропагандой против Навального) были критично восприняты как сторонниками Навального, так и рядом представителей партии «Яблоко», однако получили одобрительные отзывы в ряде средств массовой информации. На фоне вручения премии Андрея Сахарова первый зампред «Яблока» Сергей Иваненко написал письмо депутатам Европарламента с просьбой не давать её Навальному из-за его национализма.

### Положительные мнения
Бывший министр экономики России, научный руководитель Высшей школы экономики Евгений Ясин считает деятельность Навального «исключительно важной для становления российского гражданского общества».
Социолог Игорь Эйдман в своём блоге в Живом Журнале назвал Навального народным политическим лидером, который бросил «вызов системе» и которому «поверили многие из тех, кто долгие годы не верил никому».
После создания проекта «РосПил» некоторые СМИ сравнили Навального с основателем WikiLeaks Джулианом Ассанжем. В 2011 году журнал Foreign Policy включил Алексея Навального под 24-м номером в список 100 лучших «глобальных мыслителей» (англ. The FP Top 100 Global Thinkers) за ведение кампании по улучшению прозрачности российского правительства и, в частности, за открытие проекта «РосПил».
Журналист Ведомостей Максим Трудолюбов лично считает «поразительным достижением» Алексея Навального то, что даже лишённый возможности избираться, он всё равно участвует в политическом процессе: «Вес, который обретают расследования и оценки, розданные Навальным политическим деятелям, силы, которые бросаются на то, чтобы отмыть очередного пострадавшего (…Игорь Шувалов, …Юрий Чайка, Максим Ликсутов, Владимир Якунин, Андрей Костин и многие другие), свидетельствуют о чём-то важном».
Директор Фонда эффективной политики Глеб Павловский оценил Навального как лидера «прекрасного» общероссийского гражданского движения, которое оживило политическую жизнь России и сильно повлияло на понимание репрессивных основ российской власти. По мнению Павловского, это возможно благодаря «действительно очевидной и тяжёлой жертве семьи Навального».
Газета New York Times в редакционных статьях называла Навального «главным диссидентом России» и «лидером оппозиции». Independent придерживалась аналогичных оценок. В 2023 году издание Politico назвало Навального вместе с президентом Украины Владимиром Зеленским самыми влиятельными деятелями Европы в категории «мечтатели», назвав Навального — «российским Нельсоном Манделой», который «продолжает вдохновлять и провоцировать инакомыслие, привлекая внимание к жестокому обращению диктатора со своими врагами».
Группа западных политологов, выпустивших первую книгу о Навальном в англоязычном мире, считает, что Навальный для Кремля и Путина — «безальтернативная альтернатива», что представляет для российской власти «экзистенциальную угрозу» своим существованием даже при условии небольшой поддержки. «Он предлагает альтернативу путинскому авторитаризму — и он единственный, кто делает это с общенациональным профилем и соответствующими ресурсами. Он альтернатива без альтернатив» — писали они. Они же в ответ на вопрос «Было ли бы России лучше с Навальным во главе?» отметили, что хотя революция часто разочаровывается в своих героях, обычно режим, даже в случае отсутствия значимых изменений становится проще. И чем тяжелее будут политрепрессии в России, тем яснее это будет ощущаться. Это мнение не единично: писательница и сторонница Навального Людмила Улицкая заявляла о том, что её «идеал — не Навальный. Это Вацлав Гавел. У нас нет Гавела, но есть Навальный». Это мнение поддержала и сотрудница Королевского объединённого института оборонных исследований Натия Сексурия, отметив, что Навальный — человек, который «стал главной неприятностью» для установленного Владимиром Путиным режима.

## Отношение со стороны Владимира Путина и Дмитрия Медведева
Владимир Путин и его пресс-секретарь избегали называть Навального по имени в публичных выступлениях, используя такие выражения, как «этот господин», «некоторые деятели», «персонаж», «пациент» и т. п. При этом Владимир Путин и Дмитрий Песков опровергали предположения, что делают это намеренно. В декабре 2017 года Песков заявил, что «по всей видимости, это связано с отношением к этому человеку» Путина; существует точка зрения, что неупоминание Навального по имени направлено на снижение его значительности в глазах других.
30 сентября 2013 года «Коммерсант» опубликовал слова Дмитрия Пескова: «Путин в этой стране в политическом плане находится вне конкуренции, если он произнесёт имя Навального, он отдаст ему часть своей популярности». Эта заметка была впоследствии отозвана «Коммерсантом», так как встреча с Песковым проходила в формате «не под запись». Сотрудники сайта, опубликовавшие заметку, были уволены.
В 2015 году агентство Bloomberg сообщило о негласном запрете Кремля чиновникам и руководителям госкомпаний упоминать имя Навального в публичных выступлениях. По информации Bloomberg, в Кремле «обеспокоены популярностью» Навального и отказывают ему в публичном статусе. Агентство указывало на то, что запрет на упоминание имени Навального был нарушен главой госкорпорации «Роснано» Анатолием Чубайсом, который в ходе дебатов с Навальным на телеканале «Дождь» назвал его «молодым начинающим политиком». По информации РБК, участие Чубайса в дебатах с Навальным стало причиной активизации расследования уголовных дел, которые были заведены после проверки госкорпорации в 2013—2014 годах. Дмитрий Песков опроверг наличие такого запрета, ни разу при этом не назвав имя Навального.
На пресс-конференции по итогам саммита G-20 в Гамбурге 8 июля 2017 года Путину был задан вопрос, как он относится к Навальному и его деятельности и почему не называет его имя. В ответ Путин заявил, что «на президентском и правительственном уровне» возможен диалог с людьми, которые «предлагают конструктивную повестку дня», «а если люди хотят только привлечь к себе внимание, то это неинтересно». Путин не объяснил, почему он не называет имя Навального, и не назвал его по имени в своём ответе.
По информации от неназванного источника газеты Le Monde, в ходе телефонной беседы с президентом Франции Эмманюэлем Макроном, состоявшейся 14 сентября 2020 года, Владимир Путин назвал Навального «простым баламутом в интернете» и заявил, что ФБК, основанный оппозиционером, шантажировал депутатов и чиновников.

## Семья и личная жизнь

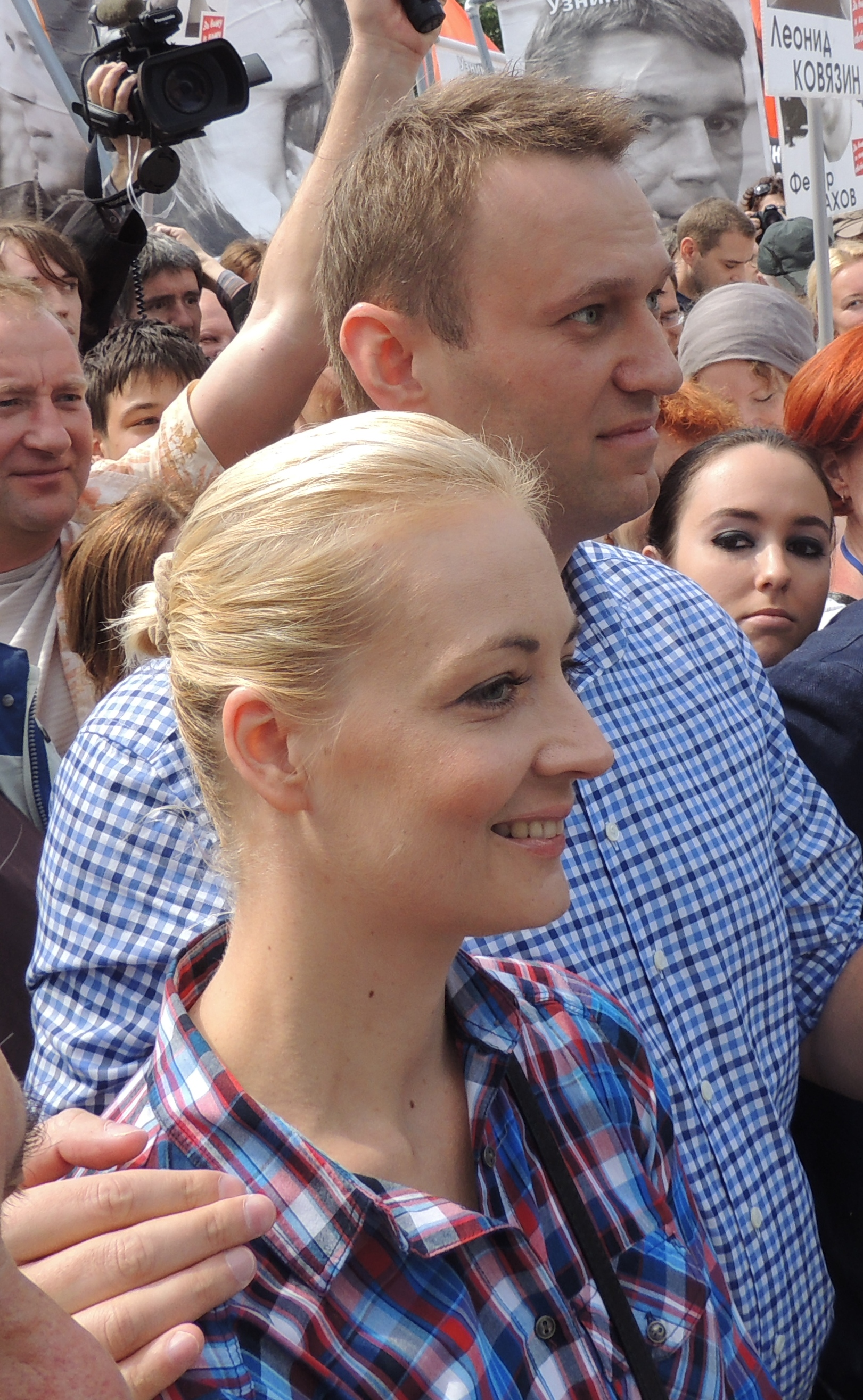
Алексей Навальный с женой Юлией в 2013 году

Родители Навального владеют «Кобяковской фабрикой по лозоплетению» в Одинцовском районе. Отец — Анатолий Иванович Навальный (родился 28 января 1947) — родился и окончил школу в Залесье (сейчас в Чернобыльской зоне отчуждения), после окончания Киевского военного училища связи получил назначение под Москвой. Дед — Иван Тарасович — был плотником и почти всю жизнь, как и его супруга Татьяна Даниловна, проработал в местном колхозе.
Мать — Людмила Ивановна (родилась 4 апреля 1954), происходит из сельской местности из-под Зеленограда Московской области, училась в Московском институте управления имени Серго Орджоникидзе, работала лаборанткой в Зеленоградском НИИ микроприборов, в 1975 году вышла замуж за Анатолия Ивановича Навального, после окончания института работала экономистом, с 1987 года — заместителем директора по экономике.
Брат — Олег Анатольевич Навальный (родился 9 апреля 1983), до мая 2013 года был заместителем директора компании «Автоматизированные сортировочные центры», филиал «Почты России», первым заместителем директора компании экспресс-доставки EMS Russian Post.
Жена — Юлия Борисовна Навальная (девичья фамилия Абросимова; родилась 24 июля 1976) — экономист. Двое детей: дочь Дарья (родилась в 2001; с 2019 года — студентка Стэнфордского университета) и сын Захар (родился в 2008).
Двоюродная сестра — Марина Ивановна Навальная; родилась 3 февраля 1971 — лингвист, журналист, доктор филологических наук, профессор. Депутат Переяславского городского совета четырёх созывов (2002—2015 и снова с 2020).
В 2013 году в эфире украинского телеканала «Интер» Навальный сказал, что является наполовину русским, наполовину — украинцем, отметив, что, «наверное, больше украинец по своим каким-то корням и генетике». Тогда же политик сообщил, что большинство его родственников живут на Украине. До 1986 года все они проживали в Чернобыльском районе, где каждое лето проводил и сам Навальный, но после аварии на АЭС часть родни переехала в другие районы Украины. По словам его дяди, больше половины родственников Навального проживает в Киевской области — в Залесье Броварского района и Переяславе.
Алексей Навальный проживал в московском районе Марьино.

### Преследования однофамильцев
В марте 2022 года во время российского вторжения на Украину в городе Буча был застрелен дальний родственник Алексея Навального Илья Иванович Навальный (1961–2022). Возможная причина убийства — фамилия как у российского политика.
В январе 2023 года правозащитница Ольга Романова сообщила об аресте и пытках на допросах 24-летней украинки Ирины Навальной. По словам правозащитницы, одним из оснований для задержания девушки стала её фамилия. Навальную задержали в Мариуполе в день проведения «референдума», её обвинили в подготовке теракта.

## Премии и награды
- Персона 2009 года по версии газеты «Ведомости»[81].
- Лауреат 5-й ежегодной премии журнала «Финанс» в номинации «За защиту прав миноритариев» в 2009 году[6][404].
- Победитель «виртуальных выборов мэра Москвы» по версии газеты «Коммерсантъ», организованных в октябре 2010 года после отстранения Юрия Лужкова от должности мэра Москвы[405].
- Включён редакцией сайта Openspace.ru в список «Героев 2010 года» с формулировкой «за работу в тылу врага», занял первое место в голосовании посетителей сайта[406].
- Блог на LiveJournal — победитель в номинации «Лучший блог политика или общественного деятеля» 2011 года, пост «Как пилят в Транснефти»[91] — победитель в номинации «Лучшее блог-расследование» конкурса «Блог Рунета 2011»[407].
- Проект «РосПил» — лауреат Международного конкурса блогов и сетевых сообществ The BOBs в номинации «Наиболее полезный для общества ресурс» (награда была присуждена как интернет-пользователями, так и международным жюри)[113].
- 1-е место в списке «25 россиян, представляющих „движущую силу“ России» 2011 года по версии британской газеты Financial Times[408].
- 5-е место в рейтинге мировой популярности граждан России по упоминаемости в зарубежных СМИ в четвёртом квартале 2011 года: по версии журнала «Коммерсантъ Власть»[409].
- «Политик года» по версии газеты «Ведомости» в декабре 2011 года[410].
- 6-е место в рейтинге «TIME 100» по версии журнала Time в начале 2012 года[411]; единственный из россиян в рейтинге 100 самых влиятельных людей мира[412].
- Лауреат специального приза фестиваля документального кино «Артдокфест» за фильм «Чайка. Криминальная драма в 5 частях» в декабре 2015 года[413].
- 2-е место в ежегодной премии РБК в номинации «Гражданин года» в декабре 2015 года[414].
- Серебряная кнопка YouTube  (2016)
- Включён в список 25 наиболее влиятельных людей в Интернете по версии журнала Time в июне 2017 года со следующей формулировкой: «его канал на YouTube с одним миллионом подписчиков прорвал информационную блокаду Кремля» и «вдохновил массовые антикоррупционные протесты»[415][416].
- «Политик года» по версии газеты «Ведомости» в декабре 2017 года[18][417].
- Лауреат премии имени Сергея Магнитского в 2018 году[418].
- «Политик года» по версии читателей газеты «Ведомости» в 2019 году[419].
- «Премия мужества» Женевского форума по правам человека в 2021 году[420][421][422][423]. 8 июня 2021 года премию получила дочь политика Дарья Навальная[424].
- Премия Бориса Немцова за смелость в отстаивании демократических ценностей в России (2021 год)[425]. Навальный передал денежную часть премии — 10 тыс. евро — семьям четырёх политзаключённых[426].
- В январе 2021 года совместно с Марией Певчих и Георгием Албуровым получил премию «Редколлегия» за расследование «Дворец для Путина. История самой большой взятки»[427].
- 10 апреля 2021 года Алексей Навальный и ФБК получили премию «Белый слон» в номинации «Событие года» за цикл фильмов-расследований[428].
- 3 сентября 2021 года Навальный и ФБК получили немецкую премию в области СМИ «M100 Media Award»[429].
- Включён в категорию «Кумиры» (Icons) списка 100 самых влиятельных людей мира по версии журнала Time в сентябре 2021 года[430]
- 2 октября 2021 года получил польскую премию «Рыцарь свободы», вручаемую фондом Казимира Пулавского, «в знак признания его выдающихся усилий по продвижению демократических ценностей в России, а также многолетнего стремления нести ценности свободы, справедливости, уважения к закону и ответственности в российской государственной системе»[431][432].
- 20 октября 2021 года Европейский парламент присудил Навальному премию «За свободу мысли» имени Сахарова, главную награду Евросоюза в области прав человека, «за его мужество в борьбе за свободу, демократию и права человека». Он был выдвинут Европейской народной партией и фракцией «Обновляя Европу». Премия была вручена 15 декабря на пленарном заседании Европейского парламента в Страсбурге[433][434], награду за Навального получила его дочь Дарья[435].
- В октябре 2022 года Навальный стал лауреатом американской Премии за гражданское мужество. Премия была вручена 24 октября 2022 года в Нью-Йоркском университете, её получил соратник Навального Леонид Волков[436].
- В апреле 2023 года радиостанция Deutschlandfunk присудила Навальному Премию имени Гюнтера Вальрафа[нем.][437].
- В июне 2023 года американский фонд Freedom Forum[англ.] присудил Навальному Премию за свободу слова (Free Expression Awards)[438].
- В ноябре 2023 года Навальному присудили немецкую журналистскую премию «Бэмби» в номинации «Мужество»[439].
- Дрезденская премия мира, 12 мая 2024 года[440].

## Фильмография
Навальный принял участие в следующих фильмах:
- 2012 — «Зима, уходи!»
- 2014 — «The Russian Soul»
- 2014 — «Срок»
- 2015 — фильм-расследование «Чайка»
- 2016 — «Мой друг Борис Немцов»
- 2016 — «Путин навсегда?»
- 2016 — «Немцов»
- 2017 — фильм-расследование «Он вам не Димон»
- 2017 — «Слишком свободный человек»
- 2020 — «Навальные — интервью после отравления» / вДудь
- 2021 — фильм-расследование «Дворец для Путина. История самой большой взятки»

### Документальные фильмы
- 2012 — «Срок» — режиссёры Алексей Пивоваров, Павел Костомаров и Александр Расторгуев.
- 2021 — «Дело Навального» — документальный фильм немецкого телеканала ZDF.
- 2021 — «Человек, которого не смог убить Путин» — документальный фильм BBC[443].
- 2022 — «Навальный» — документальный фильм HBO Max и CNN Films (режиссёр Дэниел Роэр), лауреат премии «Оскар» 2023.

## В искусстве

### В музыке
- 2018 — «Навальный Лёха» — Моргенштерн.
- 2021 — «Привет, это Навальный» — группа Элизиум.

### В кино
В сериале «Мёртвые души» (2020) Собакевич хочет, чтобы его похоронили рядом с могилой А. А. Навального («у него есть шансы»).

## Мемуары
С 2020 года Алексей Навальный работал над мемуарами, описывающими его жизнь и борьбу. Продолжал работу над ними в том числе в заключении. Мемуары под названием «Патриот» были опубликованы в США издательством Knopf 22 октября 2024 года первым тиражом в полмиллиона экземпляров и одновременно были выпущены в нескольких странах.

### Комментарии
1. ↑  Ранее партия носила названия «Народный альянс» (2012—2014) и «Партия прогресса» (2014—2018).
2. ↑  В статье The New York Times, посвящённой гибели Навального, последний назван «наиболее выдающимся критиком Владимира Путина» (англ. the most prominent critic of President Vladimir V. Putin)[14].
3. ↑  Российские власти систематически отрицают версию отравления Навального с помощью боевого химического вещества класса «Новичок» и отказывают в возбуждении уголовного делу по факту отравления.

### Интервью
- Навальный – о революции, Кавказе и Спартаке (Youtube-канал «вДудь» — Юрия Дудя; 18 апреля 2017)
- Интервью Ксении Собчак с Алексеем Навальным (Youtube-канал «Навальный LIVE»; 8 июня 2017)
- Что будет с бизнесом в России Навального. Спор с политиком о росте экономики, мигрантах и медиа (Youtube-канал «Русские норм!» — Елизаветы Осетинской; 11 декабря 2019)
- Навальные – интервью после отравления (Youtube-канал «вДудь» — Юрия Дудя; 6 октября 2020)